# Anh trai "say hi" (mùa 1)
Mùa đầu tiên của chương trình Anh trai "say hi" được phát sóng trên kênh truyền hình HTV2 - Vie Channel, ON Vie Giải Trí và ứng dụng VieON từ ngày 15 tháng 6 đến ngày 14 tháng 9 năm 2024. Chủ đề chính của mùa này là The Stars.
Người chiến thắng của mùa này là HIEUTHUHAI, và người về nhì là Rhyder. Đội hình nhóm nhạc chiến thắng mang tên Anh trai "Best 5" đã được xác lập, bao gồm Isaac, Đức Phúc, Quang Hùng MasterD, HIEUTHUHAI và Rhyder.

## Danh sách "anh trai"
Danh sách 30 "anh trai" xuất hiện trong mùa đầu tiên của Anh trai "say hi" đã được công bố vào ngày 22 tháng 4 năm 2024, một ngày sau khi kết thúc đợt ghi hình đầu tiên của chương trình. Các "anh trai" này đều là những nghệ sĩ trẻ, có độ tuổi chủ yếu dưới 30, hoạt động trong nhiều lĩnh vực nghệ thuật khác nhau. Theo lý giải từ đơn vị sản xuất, đây là chương trình thuần Việt được tổ chức dành riêng cho 30 ca sĩ, rapper mang trong mình tuổi trẻ tươi nguyên, khát vọng đột phá và giấc mơ rạng danh văn hóa bản địa.
| Anh trai            | Nghề nghiệp             | Năm sinh | Kết quả chung cuộc |
| ------------------- | ----------------------- | -------- | ------------------ |
| HIEUTHUHAI          | Rapper                  | 1999     | QUÁN QUÂN          |
| Rhyder              | Ca sĩ/Rapper            | 2001     | Á QUÂN             |
| Isaac               | Ca sĩ/Diễn viên         | 1988     | TOP 5              |
| Đức Phúc            | Ca sĩ                   | 1996     | TOP 5              |
| Quang Hùng MasterD  | Ca sĩ/Nhạc sĩ           | 1997     | TOP 5              |
| Anh Tú Atus         | Ca sĩ/Diễn viên         | 1993     | TOP 10             |
| Erik                | Ca sĩ                   | 1997     | TOP 10             |
| HURRYKNG            | Rapper                  | 1999     | TOP 10             |
| Dương Domic         | Ca sĩ/Nhạc sĩ           | 2000     | TOP 10             |
| Negav               | Rapper/Ca sĩ            | 2001     | TOP 10             |
| Song Luân           | Diễn viên/Ca sĩ         | 1991     | TOP 16             |
| Anh Tú              | Ca sĩ                   | 1992     | TOP 16             |
| JSOL                | Ca sĩ                   | 1997     | TOP 16             |
| Quân A.P            | Ca sĩ                   | 1997     | TOP 16             |
| Pháp Kiều           | Rapper/Ca sĩ            | 2001     | TOP 16             |
| Captain             | Ca sĩ/Rapper            | 2003     | TOP 16             |
| Quang Trung         | Diễn viên/Ca sĩ         | 1994     | LOẠI               |
| Ali Hoàng Dương     | Ca sĩ                   | 1996     | LOẠI               |
| WEAN                | Ca sĩ/Rapper            | 1998     | LOẠI               |
| Hùng Huỳnh          | Ca sĩ/Vũ công/Người mẫu | 1999     | LOẠI               |
| Lou Hoàng           | Ca sĩ/Rapper            | 1994     | LOẠI               |
| Gin Tuấn Kiệt       | Diễn viên/Ca sĩ         | 1994     | LOẠI               |
| Vũ Thịnh            | Ca sĩ                   | 1995     | LOẠI               |
| Hải Đăng Doo        | Ca sĩ                   | 2000     | LOẠI               |
| Phạm Anh Duy        | Ca sĩ                   | 1992     | LOẠI               |
| Phạm Đình Thái Ngân | Ca sĩ                   | 1993     | LOẠI               |
| Đỗ Phú Quí          | Diễn viên/Ca sĩ/MC      | 1993     | LOẠI               |
| Công Dương          | Diễn viên               | 1994     | LOẠI               |
| Nicky               | Vũ công/Rapper/Ca sĩ/MC | 1995     | LOẠI               |
| Tage                | Rapper                  | 2001     | LOẠI               |

Chú giải màu sắc

## Khách mời
| Tên                    | Nghề nghiệp              | Năm sinh | Vai trò                                                  | Tập     |
| ---------------------- | ------------------------ | -------- | -------------------------------------------------------- | ------- |
| Korapat Kirdpan/Nanon  | Ca sĩ/Diễn viên          | 2000     | Khách mời quốc tế, biểu diễn cùng nhóm "Don't care"      | 1, 2    |
| Nguyễn Thúc Thùy Tiên  | Người mẫu/Hoa hậu        | 1998     | Khách mời biểu diễn cùng nhóm "Nỗi đau ngây dại"         | 2       |
| Lê Dương Bảo Lâm       | Diễn viên                | 1989     | Quản gia                                                 | 3       |
| Bảo Anh                | Ca sĩ                    | 1992     | Khách mời biểu diễn với nhóm "Cứ để anh ta rời đi"       | 6, 7    |
| Orange                 | Ca sĩ                    | 1997     | Khách mời biểu diễn với nhóm "Ngáo ngơ"                  | 6, 7    |
| Vũ Thảo My             | Ca sĩ                    | 1997     | Khách mời biểu diễn với nhóm "Ngân nga"                  | 6, 7    |
| LyLy                   | Ca sĩ/Nhạc sĩ            | 1996     | Khách mời biểu diễn với "Người tình của nắng"            | 6, 7, 8 |
| Tlinh                  | Rapper/Ca sĩ/Nhạc sĩ     | 2000     | Khách mời biểu diễn với nhóm "I'm Thinking About You"    | 6, 8    |
| Lâm Bảo Ngọc           | Ca sĩ                    | 1996     | Khách mời biểu diễn với nhóm "Regret"                    | 7       |
| Hoa Xù                 | Tiktoker                 | 2004     | Khách mời biểu diễn với nhóm "I'm Thinking About You"    | 8       |
| Xuân Ca                | Người mẫu/Ca sĩ/Tiktoker | 2001     | Khách mời biểu diễn với nhóm "I'm Thinking About You"    | 8       |
| Sơn Lâm                | Vũ công                  | 1995     | Giám khảo vòng Dance Battle                              | 8       |
| Đăng Quân              | Biên đạo nhảy/Vũ công    | 2000     | Giám khảo vòng Dance Battle                              | 8       |
| MC Buck                | Biên đạo nhảy/Vũ công    | 1990     | Giám khảo vòng Dance Battle                              | 8       |
| Phước Lee              | Vũ công/B-boy            | 1995     | Giám khảo vòng Dance Battle                              | 8       |
| C2 Low                 | Vũ công                  | 1995     | Giám khảo vòng Dance Battle                              | 8       |
| Nicky                  | Vũ công/Rapper/Ca sĩ/MC  | 1995     | Khách mời biểu diễn với nhóm "Anh trai nước Việt"        | 10      |
| Đỗ Phú Quí             | Diễn viên/Ca sĩ/MC       | 1993     | Khách mời biểu diễn với nhóm "Anh trai nước Việt"        | 10      |
| Phạm Anh Duy           | Ca sĩ                    | 1992     | Khách mời biểu diễn với nhóm "Anh trai nước Việt"        | 10      |
| Phạm Đình Thái Ngân    | Ca sĩ                    | 1993     | Khách mời biểu diễn với nhóm "Anh trai nước Việt"        | 10      |
| Lou Hoàng              | Ca sĩ/Rapper             | 1994     | Khách mời biểu diễn với nhóm "Anh trai nước Việt"        | 10      |
| NSND Kim Xuân          | Diễn viên                | 1956     | Khách mời biểu diễn với nhóm "Bao lời con chưa nói"      | 10      |
| Nguyễn Hoàng Thảo Uyên | Vũ công                  | 1994     | Khách mời biểu diễn với nhóm "Chân thành"                | 10      |
| Ciin                   | Tiktoker/Vũ công         | 1997     | Khách mời biểu diễn với nhóm "SOS"                       | 10      |
| Trần Tiểu Vy           | Người mẫu                | 2000     | Khách mời biểu diễn với nhóm "Kim phút kim giờ"          | 11      |
| Quốc Anh               | Diễn viên                | 1998     | Khách mời biểu diễn với nhóm "Kim phút kim giờ"          | 11      |
| Jmi Ko                 | Nhạc công vĩ cầm         | 1982     | Khách mời biểu diễn cùng Rhyder                          | 12      |
| Ban nhạc Phương Công   | Nhạc công                |          | Khách mời biểu diễn cùng Rhyder                          | 12      |
| Đỗ Hải Anh             | Vũ công                  | 1990     | Khách mời biểu diễn cùng Quân A.P                        | 12      |
| Cao Hà Đức Anh         | Ca sĩ/Nhạc sĩ            | 2002     | Khách mời biểu diễn cùng Quân A.P                        | 12      |
| Tage                   | Rapper                   | 2001     | Khách mời biểu diễn cùng Song Luân                       | 12      |
| Grey D                 | Ca sĩ                    | 2000     | Khách mời biểu diễn cùng Negav                           | 12      |
| Hùng Huỳnh             | Ca sĩ/Vũ công/Người mẫu  | 1999     | Khách mời biểu diễn cùng Đức Phúc                        | 13      |
| WEAN                   | Rapper                   | 1998     | Khách mời biểu diễn cùng HURRYKNG                        | 13      |
| An Trần                | Nhạc công saxophone      | 2004     | Khách mời biểu diễn cùng HURRYKNG                        | 13      |
| Alan Walker            | DJ                       | 1997     | Khách mời quốc tế, biểu diễn cùng 16 anh trai            | 14      |
| JustaTee               | Ca sĩ/Nhạc sĩ/Rapper     | 1991     | Khách mời biểu diễn với nhóm "Anh em gọi là có mặt ngay" | 14      |

## Nội dung chương trình

### Live Stage 1
Ở vòng trình diễn đầu tiên, 30 anh trai được chia đều vào hai liên quân. Mỗi liên quân bao gồm 15 thành viên, trong đó một người được chỉ định là thủ lĩnh của liên quân đó. Có tất cả hai lượt thi đấu cho vòng này.
- Lượt 1 – Đấu Liên quân: Từng liên quân trình diễn một tiết mục, là ca khúc được làm mới từ bài hát chủ đề của chương trình. 300 khán giả tại trường quay bình chọn cho tiết mục của các liên quân; liên quân nào có số điểm bình chọn cao hơn thì giành chiến thắng trong lượt đấu và được cộng 50 điểm cá nhân cho mỗi thành viên trong liên quân.[15]
- Lượt 2 – Đấu Nhóm: Mỗi liên quân được chia thành ba nhóm nhỏ, tổng cộng sáu nhóm tất cả. Sáu bài hát mới cùng với số lượng thành viên tương ứng cho mỗi bài hát được công bố để các anh trai lựa chọn và lập nhóm.[15]

Đối với lượt đấu nhóm, các bài hát mẫu (demo) được giới thiệu bao gồm: "Hút" (7 thành viên), "No Far, No Star" (6 thành viên), "10/10" (4 thành viên), "Nỗi đau ngây dại" (3 thành viên), "Sóng vỗ vỡ bờ" (5 thành viên) và "Don't Care" (5 thành viên), trong đó "Sóng vỗ vỡ bờ" là bài duy nhất không có vũ đạo đi kèm. Thứ tự lựa chọn bài hát của các anh trai được xác định thông qua số điểm thu được từ bài kiểm tra "DNA ngôi sao" khi họ mới đến địa điểm ghi hình, theo các nguyên tắc sau đây:
- Lần lượt từng người bước vào phòng lựa chọn và chọn một trong sáu bài hát. Sau khi lựa chọn thành công, họ sẽ di chuyển đến nhóm tương ứng với bài hát đó.
- Sáu người có số điểm cao nhất được quyền chọn bài trước, cùng với quyền vô hiệu hóa lượt lựa chọn đầu tiên của một anh trai bất kỳ.[17]
- Nếu một anh trai chọn bài hát không hợp lệ (bài đã đủ số lượng thành viên quy định hoặc bị chặn do lựa chọn của một trong sáu anh trai cao điểm nhất), người đó phải lựa chọn lại tới khi yêu cầu được chấp nhận. Trường hợp một anh trai được nhiều hơn một trong sáu người cao điểm nhất lựa chọn, người đó sẽ chỉ có thể chọn được bài hát sau khi hết số lượt bị chặn tương ứng.[16]
- Khi chỉ còn một bài hát có sẵn, những người chưa đến lượt lựa chọn của mình mặc định trở thành thành viên của nhóm đó.

Số điểm bình chọn của các nhóm được quyết định bởi 300 khán giả trường quay. Vào cuối đêm diễn, ba nhóm có số điểm bình chọn nhóm cao nhất được nhận lần lượt 100 điểm, 75 điểm và 50 điểm cá nhân cho mỗi thành viên trong nhóm. Riêng với những anh trai lựa chọn ca khúc trùng với lựa chọn của khách mời Nanon Korapat ("Don't Care"), họ sẽ được cộng thêm 50 điểm cá nhân với điều kiện nhóm của họ kết thúc lượt đấu ở vị trí trong top 3.
Kết thúc Live Stage 1, không có anh trai nào bị loại, và số điểm cá nhân của họ cũng chưa được tiết lộ.
| Vòng trình diễn sân khấu thứ nhất           | Vòng trình diễn sân khấu thứ nhất           | Vòng trình diễn sân khấu thứ nhất                                                                  | Vòng trình diễn sân khấu thứ nhất           | Vòng trình diễn sân khấu thứ nhất           | Vòng trình diễn sân khấu thứ nhất           |
| Tập 1 – Đấu Liên quân (15 tháng 6 năm 2024) | Tập 1 – Đấu Liên quân (15 tháng 6 năm 2024) | Tập 1 – Đấu Liên quân (15 tháng 6 năm 2024)                                                        | Tập 1 – Đấu Liên quân (15 tháng 6 năm 2024) | Tập 1 – Đấu Liên quân (15 tháng 6 năm 2024) | Tập 1 – Đấu Liên quân (15 tháng 6 năm 2024) |
| Liên quân                                   | Thứ tự                                      | Bài hát biểu diễn (Tác giả)                                                                        | Thành viên                                  | Số điểm bình chọn                           | Kết quả                                     |
| ------------------------------------------- | ------------------------------------------- | -------------------------------------------------------------------------------------------------- | ------------------------------------------- | ------------------------------------------- | ------------------------------------------- |
| Liên quân 1                                 | 1                                           | "I.C.O.N" (JustaTee, Darrys, Quang Hùng MasterD, WEAN, HIEUTHUHAI, Hải Đăng Doo, Negav, Pháp Kiều) | Isaac                                       | 267                                         |                                             |
| Liên quân 1                                 | 1                                           | "I.C.O.N" (JustaTee, Darrys, Quang Hùng MasterD, WEAN, HIEUTHUHAI, Hải Đăng Doo, Negav, Pháp Kiều) | Lou Hoàng                                   | 267                                         |                                             |
| Liên quân 1                                 | 1                                           | "I.C.O.N" (JustaTee, Darrys, Quang Hùng MasterD, WEAN, HIEUTHUHAI, Hải Đăng Doo, Negav, Pháp Kiều) | Công Dương                                  | 267                                         |                                             |
| Liên quân 1                                 | 1                                           | "I.C.O.N" (JustaTee, Darrys, Quang Hùng MasterD, WEAN, HIEUTHUHAI, Hải Đăng Doo, Negav, Pháp Kiều) | Gin Tuấn Kiệt                               | 267                                         |                                             |
| Liên quân 1                                 | 1                                           | "I.C.O.N" (JustaTee, Darrys, Quang Hùng MasterD, WEAN, HIEUTHUHAI, Hải Đăng Doo, Negav, Pháp Kiều) | Nicky                                       | 267                                         |                                             |
| Liên quân 1                                 | 1                                           | "I.C.O.N" (JustaTee, Darrys, Quang Hùng MasterD, WEAN, HIEUTHUHAI, Hải Đăng Doo, Negav, Pháp Kiều) | Vũ Thịnh                                    | 267                                         |                                             |
| Liên quân 1                                 | 1                                           | "I.C.O.N" (JustaTee, Darrys, Quang Hùng MasterD, WEAN, HIEUTHUHAI, Hải Đăng Doo, Negav, Pháp Kiều) | Ali Hoàng Dương                             | 267                                         |                                             |
| Liên quân 1                                 | 1                                           | "I.C.O.N" (JustaTee, Darrys, Quang Hùng MasterD, WEAN, HIEUTHUHAI, Hải Đăng Doo, Negav, Pháp Kiều) | Đức Phúc                                    | 267                                         |                                             |
| Liên quân 1                                 | 1                                           | "I.C.O.N" (JustaTee, Darrys, Quang Hùng MasterD, WEAN, HIEUTHUHAI, Hải Đăng Doo, Negav, Pháp Kiều) | Quân A.P                                    | 267                                         |                                             |
| Liên quân 1                                 | 1                                           | "I.C.O.N" (JustaTee, Darrys, Quang Hùng MasterD, WEAN, HIEUTHUHAI, Hải Đăng Doo, Negav, Pháp Kiều) | Quang Hùng MasterD                          | 267                                         |                                             |
| Liên quân 1                                 | 1                                           | "I.C.O.N" (JustaTee, Darrys, Quang Hùng MasterD, WEAN, HIEUTHUHAI, Hải Đăng Doo, Negav, Pháp Kiều) | WEAN                                        | 267                                         |                                             |
| Liên quân 1                                 | 1                                           | "I.C.O.N" (JustaTee, Darrys, Quang Hùng MasterD, WEAN, HIEUTHUHAI, Hải Đăng Doo, Negav, Pháp Kiều) | HIEUTHUHAI                                  | 267                                         |                                             |
| Liên quân 1                                 | 1                                           | "I.C.O.N" (JustaTee, Darrys, Quang Hùng MasterD, WEAN, HIEUTHUHAI, Hải Đăng Doo, Negav, Pháp Kiều) | Hải Đăng Doo                                | 267                                         |                                             |
| Liên quân 1                                 | 1                                           | "I.C.O.N" (JustaTee, Darrys, Quang Hùng MasterD, WEAN, HIEUTHUHAI, Hải Đăng Doo, Negav, Pháp Kiều) | Negav                                       | 267                                         |                                             |
| Liên quân 1                                 | 1                                           | "I.C.O.N" (JustaTee, Darrys, Quang Hùng MasterD, WEAN, HIEUTHUHAI, Hải Đăng Doo, Negav, Pháp Kiều) | Pháp Kiều                                   | 267                                         |                                             |
| Liên quân 2                                 | 2                                           | "Bảnh" (JustaTee, BeeBB, HURRYKNG, Dương Domic, Rhyder, Tage, Captain)                             | Song Luân                                   | 281                                         | 50 điểm cá nhân                             |
| Liên quân 2                                 | 2                                           | "Bảnh" (JustaTee, BeeBB, HURRYKNG, Dương Domic, Rhyder, Tage, Captain)                             | Phạm Anh Duy                                | 281                                         | 50 điểm cá nhân                             |
| Liên quân 2                                 | 2                                           | "Bảnh" (JustaTee, BeeBB, HURRYKNG, Dương Domic, Rhyder, Tage, Captain)                             | Anh Tú                                      | 281                                         | 50 điểm cá nhân                             |
| Liên quân 2                                 | 2                                           | "Bảnh" (JustaTee, BeeBB, HURRYKNG, Dương Domic, Rhyder, Tage, Captain)                             | Phạm Đình Thái Ngân                         | 281                                         | 50 điểm cá nhân                             |
| Liên quân 2                                 | 2                                           | "Bảnh" (JustaTee, BeeBB, HURRYKNG, Dương Domic, Rhyder, Tage, Captain)                             | Anh Tú Atus                                 | 281                                         | 50 điểm cá nhân                             |
| Liên quân 2                                 | 2                                           | "Bảnh" (JustaTee, BeeBB, HURRYKNG, Dương Domic, Rhyder, Tage, Captain)                             | Đỗ Phú Quí                                  | 281                                         | 50 điểm cá nhân                             |
| Liên quân 2                                 | 2                                           | "Bảnh" (JustaTee, BeeBB, HURRYKNG, Dương Domic, Rhyder, Tage, Captain)                             | Quang Trung                                 | 281                                         | 50 điểm cá nhân                             |
| Liên quân 2                                 | 2                                           | "Bảnh" (JustaTee, BeeBB, HURRYKNG, Dương Domic, Rhyder, Tage, Captain)                             | JSOL                                        | 281                                         | 50 điểm cá nhân                             |
| Liên quân 2                                 | 2                                           | "Bảnh" (JustaTee, BeeBB, HURRYKNG, Dương Domic, Rhyder, Tage, Captain)                             | Erik                                        | 281                                         | 50 điểm cá nhân                             |
| Liên quân 2                                 | 2                                           | "Bảnh" (JustaTee, BeeBB, HURRYKNG, Dương Domic, Rhyder, Tage, Captain)                             | Hùng Huỳnh                                  | 281                                         | 50 điểm cá nhân                             |
| Liên quân 2                                 | 2                                           | "Bảnh" (JustaTee, BeeBB, HURRYKNG, Dương Domic, Rhyder, Tage, Captain)                             | HURRYKNG                                    | 281                                         | 50 điểm cá nhân                             |
| Liên quân 2                                 | 2                                           | "Bảnh" (JustaTee, BeeBB, HURRYKNG, Dương Domic, Rhyder, Tage, Captain)                             | Dương Domic                                 | 281                                         | 50 điểm cá nhân                             |
| Liên quân 2                                 | 2                                           | "Bảnh" (JustaTee, BeeBB, HURRYKNG, Dương Domic, Rhyder, Tage, Captain)                             | Rhyder                                      | 281                                         | 50 điểm cá nhân                             |
| Liên quân 2                                 | 2                                           | "Bảnh" (JustaTee, BeeBB, HURRYKNG, Dương Domic, Rhyder, Tage, Captain)                             | Tage                                        | 281                                         | 50 điểm cá nhân                             |
| Liên quân 2                                 | 2                                           | "Bảnh" (JustaTee, BeeBB, HURRYKNG, Dương Domic, Rhyder, Tage, Captain)                             | Captain                                     | 281                                         | 50 điểm cá nhân                             |
| Tập 2 – Đấu Nhóm (22 tháng 6 năm 2024)      |                                             | |                                             |                                             |                                             |
| Liên quân                                   | Thứ tự                                      | Bài hát biểu diễn (Tác giả)                                                                        | Thành viên                                  | Thứ hạng                                    | Kết quả                                     |
| Liên quân 1                                 | 1                                           | "Hút" (August (Fillinus), BeeBB, Liem Hieu, Lou Hoàng, WEAN, Hải Đăng Doo, Pháp Kiều)              | Lou Hoàng                                   | 4                                           |                                             |
| Liên quân 1                                 | 1                                           | "Hút" (August (Fillinus), BeeBB, Liem Hieu, Lou Hoàng, WEAN, Hải Đăng Doo, Pháp Kiều)              | Ali Hoàng Dương                             | 4                                           |                                             |
| Liên quân 1                                 | 1                                           | "Hút" (August (Fillinus), BeeBB, Liem Hieu, Lou Hoàng, WEAN, Hải Đăng Doo, Pháp Kiều)              | Quân A.P                                    | 4                                           |                                             |
| Liên quân 1                                 | 1                                           | "Hút" (August (Fillinus), BeeBB, Liem Hieu, Lou Hoàng, WEAN, Hải Đăng Doo, Pháp Kiều)              | Nicky                                       | 4                                           |                                             |
| Liên quân 1                                 | 1                                           | "Hút" (August (Fillinus), BeeBB, Liem Hieu, Lou Hoàng, WEAN, Hải Đăng Doo, Pháp Kiều)              | WEAN                                        | 4                                           |                                             |
| Liên quân 1                                 | 1                                           | "Hút" (August (Fillinus), BeeBB, Liem Hieu, Lou Hoàng, WEAN, Hải Đăng Doo, Pháp Kiều)              | Hải Đăng Doo                                | 4                                           |                                             |
| Liên quân 1                                 | 1                                           | "Hút" (August (Fillinus), BeeBB, Liem Hieu, Lou Hoàng, WEAN, Hải Đăng Doo, Pháp Kiều)              | Pháp Kiều                                   | 4                                           |                                             |
| Liên quân 2                                 | 2                                           | "No Far, No Star" (August (Fillinus), Minsicko, HURRYKNG, Rhyder, Tage, Captain)                   | Song Luân                                   | 1                                           | 100 điểm cá nhân                            |
| Liên quân 2                                 | 2                                           | "No Far, No Star" (August (Fillinus), Minsicko, HURRYKNG, Rhyder, Tage, Captain)                   | Đỗ Phú Quí                                  | 1                                           | 100 điểm cá nhân                            |
| Liên quân 2                                 | 2                                           | "No Far, No Star" (August (Fillinus), Minsicko, HURRYKNG, Rhyder, Tage, Captain)                   | HURRYKNG                                    | 1                                           | 100 điểm cá nhân                            |
| Liên quân 2                                 | 2                                           | "No Far, No Star" (August (Fillinus), Minsicko, HURRYKNG, Rhyder, Tage, Captain)                   | Rhyder                                      | 1                                           | 100 điểm cá nhân                            |
| Liên quân 2                                 | 2                                           | "No Far, No Star" (August (Fillinus), Minsicko, HURRYKNG, Rhyder, Tage, Captain)                   | Tage                                        | 1                                           | 100 điểm cá nhân                            |
| Liên quân 2                                 | 2                                           | "No Far, No Star" (August (Fillinus), Minsicko, HURRYKNG, Rhyder, Tage, Captain)                   | Captain                                     | 1                                           | 100 điểm cá nhân                            |
| Liên quân 2                                 | 3                                           | "10/10" (Coldie, Darrys, Anh Tú Atus)                                                              | Phạm Đình Thái Ngân                         | 6                                           |                                             |
| Liên quân 2                                 | 3                                           | "10/10" (Coldie, Darrys, Anh Tú Atus)                                                              | Anh Tú Atus                                 | 6                                           |                                             |
| Liên quân 2                                 | 3                                           | "10/10" (Coldie, Darrys, Anh Tú Atus)                                                              | Quang Trung                                 | 6                                           |                                             |
| Liên quân 2                                 | 3                                           | "10/10" (Coldie, Darrys, Anh Tú Atus)                                                              | Hùng Huỳnh                                  | 6                                           |                                             |
| Liên quân 2                                 | 4                                           | "Sóng vỗ vỡ bờ" (Trungg I.U, Tieman)                                                               | Phạm Anh Duy                                | 4                                           |                                             |
| Liên quân 2                                 | 4                                           | "Sóng vỗ vỡ bờ" (Trungg I.U, Tieman)                                                               | Anh Tú                                      | 4                                           |                                             |
| Liên quân 2                                 | 4                                           | "Sóng vỗ vỡ bờ" (Trungg I.U, Tieman)                                                               | JSOL                                        | 4                                           |                                             |
| Liên quân 2                                 | 4                                           | "Sóng vỗ vỡ bờ" (Trungg I.U, Tieman)                                                               | Erik                                        | 4                                           |                                             |
| Liên quân 2                                 | 4                                           | "Sóng vỗ vỡ bờ" (Trungg I.U, Tieman)                                                               | Dương Domic                                 | 4                                           |                                             |
| Liên quân 1                                 | 5                                           | "Don't Care" (Coldie, BeeBB, Negav, Nanon Korapat)                                                 | Isaac                                       | 2                                           | 75 + 50 điểm cá nhân                        |
| Liên quân 1                                 | 5                                           | "Don't Care" (Coldie, BeeBB, Negav, Nanon Korapat)                                                 | Gin Tuấn Kiệt                               | 2                                           | 75 + 50 điểm cá nhân                        |
| Liên quân 1                                 | 5                                           | "Don't Care" (Coldie, BeeBB, Negav, Nanon Korapat)                                                 | Vũ Thịnh                                    | 2                                           | 75 + 50 điểm cá nhân                        |
| Liên quân 1                                 | 5                                           | "Don't Care" (Coldie, BeeBB, Negav, Nanon Korapat)                                                 | Quang Hùng MasterD                          | 2                                           | 75 + 50 điểm cá nhân                        |
| Liên quân 1                                 | 5                                           | "Don't Care" (Coldie, BeeBB, Negav, Nanon Korapat)                                                 | Nanon Korapat                               | 2                                           | 75 + 50 điểm cá nhân                        |
| Liên quân 1                                 | 5                                           | "Don't Care" (Coldie, BeeBB, Negav, Nanon Korapat)                                                 | Negav                                       | 2                                           | 75 + 50 điểm cá nhân                        |
| Liên quân 1                                 | 6                                           | "Nỗi đau ngây dại" (Trungg I.U, Darrys, Kewtiie, Đức Phúc, HIEUTHUHAI)                             | Công Dương                                  | 3                                           | 50 điểm cá nhân                             |
| Liên quân 1                                 | 6                                           | "Nỗi đau ngây dại" (Trungg I.U, Darrys, Kewtiie, Đức Phúc, HIEUTHUHAI)                             | Đức Phúc                                    | 3                                           | 50 điểm cá nhân                             |
| Liên quân 1                                 | 6                                           | "Nỗi đau ngây dại" (Trungg I.U, Darrys, Kewtiie, Đức Phúc, HIEUTHUHAI)                             | HIEUTHUHAI                                  | 3                                           | 50 điểm cá nhân                             |

- Anh trai là trưởng nhóm phần trình diễn.
- Anh trai là khách mời đặc biệt.

### Live Stage 2
Trước khi bước vào vòng trình diễn thứ hai, vòng chọn đội được tổ chức. 30 anh trai được chia làm bốn đội, trong đó hai đội có 8 thành viên và hai đội có 7 thành viên. Bốn anh trai có tổng điểm cá nhân cao nhất sau Live Stage 1 (Negav, Song Luân, Isaac và HIEUTHUHAI) trở thành bốn đội trưởng của bốn đội, số còn lại được xếp vào hai khu vực Sỏi Đá (gồm 11 anh trai có thứ hạng 20–30) và Màu Mỡ (gồm 15 anh trai có thứ hạng 5–19). Số lượng thành viên của các đội được xác định bằng bốc thăm, với 8 thành viên cho các đội của Isaac và Song Luân và 7 thành viên cho các đội của HIEUTHUHAI và Negav. Bốn đội trưởng sau đó đi qua lần lượt từng khu vực để hoàn thiện đội hình của mình.
- Tại khu vực Sỏi Đá, mỗi đội trưởng phải gửi lời mời tới hai anh trai bất kỳ; thời gian xuất phát của mỗi đội trưởng cách nhau 60 giây theo thứ tự xếp hạng điểm cá nhân. Anh trai chấp nhận lời mời từ đội trưởng sẽ trở thành thành viên của đội đó, trong khi những anh trai từ chối hoặc không nhận được lời mời tự động di chuyển đến khu vực Đảo Hoang và chờ đội trưởng chưa đủ thành viên vào lập đội.[21]
- Tại khu vực Màu Mỡ, các anh trai ghi tên của đội trưởng mà họ mong muốn về chung đội, và các đội trưởng sẽ quyết định những người mà họ muốn kết nạp. Anh trai được gia nhập vào đội nếu đội trưởng chấp nhận nguyện vọng của anh trai, nếu không người đó cũng phải di chuyển đến khu vực Đảo Hoang.
- Tại khu vực Đảo Hoang, bốn đội trưởng tiến hành bốc thăm ngẫu nhiên để chọn ra những anh trai còn lại về với đội của mình.

Sau khi hoàn thành việc chia đội, các anh trai trở về nhà chung nơi quản gia khách mời Lê Dương Bảo Lâm đang chờ sẵn. Dưới sự hướng dẫn của quản gia, họ đã tham gia vào các nhiệm vụ kiếm điểm thưởng tại nhà chung, bao gồm trò chơi Bảo vệ đội trưởng tại hồ bơi (cộng 100 điểm thưởng và ưu tiên chọn bài hát cho đội thắng) và bốc thăm tại từng phòng (cộng/trừ 20 điểm hoặc không được cộng điểm; một số lá thăm đi kèm một nhiệm vụ cần thực hiện để được cộng 20 điểm thưởng).
Vào ngày tiếp theo, các anh trai được đưa đến một phòng trưng bày với tám bài hát mới tại vòng hai; mỗi bài hát có các yêu cầu khác nhau về dàn dựng và chuyên môn. Tại đây, các đội lựa chọn bài hát bằng hình thức đấu giá, theo đó các thành viên trong đội phải đóng góp ít nhất 70% tổng số điểm cá nhân của cả đội để lập thành một quỹ đấu giá, số điểm còn lại được quy đổi và cộng vào điểm đội tại Live Stage 2 (điểm cá nhân của tất cả các anh trai trong Live Stage 1 lúc này được công bố, đi kèm với điểm thưởng/phạt từ các nhiệm vụ nhà chung).
Phần đấu giá được chia làm hai lượt, với bốn bài hát cho mỗi lượt đấu giá. Đội đưa ra mức giá cao nhất trong mỗi bài hát sẽ giành quyền trình diễn bài hát đó (mỗi đội chỉ được lấy một bài ở một lượt đấu giá). Đội không đấu giá được các bài hát trong mỗi lượt mặc định biểu diễn bài hát cuối cùng, với mức giá phải trả là một nửa số điểm trong quỹ đấu giá hiện tại của đội. Giữa hai lượt đấu giá, các đội có quyền nạp thêm điểm vào quỹ đấu giá để đảm bảo quỹ có ít nhất 400 điểm cho việc sử dụng ở lượt đấu giá kế tiếp (số điểm nạp thêm này không bị ảnh hưởng trong trường hợp đội bị chia đôi điểm ở lượt đấu giá thứ hai). Sau hai lượt đấu giá, tất cả số điểm chưa sử dụng trong quỹ đấu giá của đội sẽ bị tiêu hủy.
Sau khi tất cả các đội có đủ hai bài hát, từng đội tiếp tục được chia thành hai nhóm nhỏ với ba hoặc bốn thành viên. Mỗi đội phải tham gia vào hai lượt thi đấu, trong đó lượt đầu tiên bao gồm tất cả các nhóm bốn người. 400 khán giả tại trường quay bình chọn cho các anh trai sau mỗi phần trình diễn và nhóm được yêu thích nhất sau mỗi lượt đấu, với quy tắc tương tự Live Stage 1.
Kết thúc Live Stage 2, đội HIEUTHUHAI có tổng điểm nhóm cao nhất sau hai lượt đấu và tất cả các thành viên của đội được an toàn. Trong khi đó, hai anh trai có số điểm cá nhân thấp nhất của mỗi đội trong ba đội còn lại đã phải rời khỏi chương trình, gồm Công Dương và Nicky của đội Negav, Phạm Anh Duy và Tage của đội Song Luân, và Đỗ Phú Quí và Phạm Đình Thái Ngân của đội Isaac.
| Vòng trình diễn sân khấu thứ hai                    | Vòng trình diễn sân khấu thứ hai                    | Vòng trình diễn sân khấu thứ hai                                                            | Vòng trình diễn sân khấu thứ hai                    | Vòng trình diễn sân khấu thứ hai                    | Vòng trình diễn sân khấu thứ hai                    | Vòng trình diễn sân khấu thứ hai                    |
| Tập 4 – Lượt đấu nhóm thứ nhất (6 tháng 7 năm 2024) | Tập 4 – Lượt đấu nhóm thứ nhất (6 tháng 7 năm 2024) | Tập 4 – Lượt đấu nhóm thứ nhất (6 tháng 7 năm 2024)                                         | Tập 4 – Lượt đấu nhóm thứ nhất (6 tháng 7 năm 2024) | Tập 4 – Lượt đấu nhóm thứ nhất (6 tháng 7 năm 2024) | Tập 4 – Lượt đấu nhóm thứ nhất (6 tháng 7 năm 2024) | Tập 4 – Lượt đấu nhóm thứ nhất (6 tháng 7 năm 2024) |
| Đội                                                 | Thứ tự                                              | Bài hát biểu diễn (Tác giả)                                                                 | Thành viên                                          | Số điểm bình chọn                                   | Số điểm bình chọn                                   | Kết quả                                             |
| --------------------------------------------------- | --------------------------------------------------- | ------------------------------------------------------------------------------------------- | --------------------------------------------------- | --------------------------------------------------- | --------------------------------------------------- | --------------------------------------------------- |
| 3                                                   | 1                                                   | "Love Sand" (Vũ Ngọc Bích, DBaola, Kewtiie, HIEUTHUHAI)                                     | Vũ Thịnh                                            | 387                                                 | 387                                                 | Đi tiếp                                             |
| 3                                                   | 1                                                   | "Love Sand" (Vũ Ngọc Bích, DBaola, Kewtiie, HIEUTHUHAI)                                     | Ali Hoàng Dương                                     | 387                                                 | 387                                                 | Đi tiếp                                             |
| 3                                                   | 1                                                   | "Love Sand" (Vũ Ngọc Bích, DBaola, Kewtiie, HIEUTHUHAI)                                     | JSOL                                                | 387                                                 | 387                                                 | Đi tiếp                                             |
| 3                                                   | 1                                                   | "Love Sand" (Vũ Ngọc Bích, DBaola, Kewtiie, HIEUTHUHAI)                                     | HIEUTHUHAI                                          | 387                                                 | 387                                                 | Đi tiếp                                             |
| 4                                                   | 2                                                   | "Catch Me If You Can" (RedT, Minsicko, BeeBB, Công Dương, Nicky, Quang Hùng MasterD, Negav) | Công Dương                                          | 316                                                 | 316                                                 | Bị loại                                             |
| 4                                                   | 2                                                   | "Catch Me If You Can" (RedT, Minsicko, BeeBB, Công Dương, Nicky, Quang Hùng MasterD, Negav) | Nicky                                               | 316                                                 | 316                                                 | Bị loại                                             |
| 4                                                   | 2                                                   | "Catch Me If You Can" (RedT, Minsicko, BeeBB, Công Dương, Nicky, Quang Hùng MasterD, Negav) | Quang Hùng MasterD                                  | 316                                                 | 316                                                 | Đi tiếp                                             |
| 4                                                   | 2                                                   | "Catch Me If You Can" (RedT, Minsicko, BeeBB, Công Dương, Nicky, Quang Hùng MasterD, Negav) | Negav                                               | 316                                                 | 316                                                 | Đi tiếp                                             |
| 2                                                   | 3                                                   | "Thi sĩ" (BEATTHATHITS, Tieman, Sony Tran, Đoàn Minh Vũ, Phạm Anh Duy, Tage)                | Phạm Anh Duy                                        | 334                                                 | 334                                                 | Bị loại                                             |
| 2                                                   | 3                                                   | "Thi sĩ" (BEATTHATHITS, Tieman, Sony Tran, Đoàn Minh Vũ, Phạm Anh Duy, Tage)                | Đức Phúc                                            | 334                                                 | 334                                                 | Đi tiếp                                             |
| 2                                                   | 3                                                   | "Thi sĩ" (BEATTHATHITS, Tieman, Sony Tran, Đoàn Minh Vũ, Phạm Anh Duy, Tage)                | Erik                                                | 334                                                 | 334                                                 | Đi tiếp                                             |
| 2                                                   | 3                                                   | "Thi sĩ" (BEATTHATHITS, Tieman, Sony Tran, Đoàn Minh Vũ, Phạm Anh Duy, Tage)                | Tage                                                | 334                                                 | 334                                                 | Bị loại                                             |
| 1                                                   | 4                                                   | "Hít 'Drama'" (August (Fillinus), DBaola, WEAN)                                             | Isaac                                               | 372                                                 | 372                                                 | Đi tiếp                                             |
| 1                                                   | 4                                                   | "Hít 'Drama'" (August (Fillinus), DBaola, WEAN)                                             | Anh Tú                                              | 372                                                 | 372                                                 | Đi tiếp                                             |
| 1                                                   | 4                                                   | "Hít 'Drama'" (August (Fillinus), DBaola, WEAN)                                             | Đỗ Phú Quí                                          | 372                                                 | 372                                                 | Bị loại                                             |
| 1                                                   | 4                                                   | "Hít 'Drama'" (August (Fillinus), DBaola, WEAN)                                             | WEAN                                                | 372                                                 | 372                                                 | Đi tiếp                                             |
| Tập 5 – Lượt đấu nhóm thứ hai (13 tháng 7 năm 2024) |                                                     |                                                                                             |                                                     |                                                     |                                                     |                                                     |
| Đội                                                 | Thứ tự                                              | Bài hát biểu diễn (Tác giả)                                                                 | Thành viên                                          | Số điểm bình chọn                                   | Số điểm tổng hợp                                    | Kết quả                                             |
| 1                                                   | 1                                                   | "You Had Me At Hello" (Nguyễn Bảo Trọng, Minsicko, Tieman, Lou Hoàng, Hải Đăng Doo)         | Phạm Đình Thái Ngân                                 | 283                                                 | 572,6                                               | Bị loại                                             |
| 1                                                   | 1                                                   | "You Had Me At Hello" (Nguyễn Bảo Trọng, Minsicko, Tieman, Lou Hoàng, Hải Đăng Doo)         | Lou Hoàng                                           | 283                                                 | 572,6                                               | Đi tiếp                                             |
| 1                                                   | 1                                                   | "You Had Me At Hello" (Nguyễn Bảo Trọng, Minsicko, Tieman, Lou Hoàng, Hải Đăng Doo)         | Gin Tuấn Kiệt                                       | 283                                                 | 572,6                                               | Đi tiếp                                             |
| 1                                                   | 1                                                   | "You Had Me At Hello" (Nguyễn Bảo Trọng, Minsicko, Tieman, Lou Hoàng, Hải Đăng Doo)         | Hải Đăng Doo                                        | 283                                                 | 572,6                                               | Đi tiếp                                             |
| 4                                                   | 2                                                   | "Hào quang" (BAOVU, Darrys, Trần Việt Hoàng, Rhyder, Pháp Kiều)                             | Dương Domic                                         | 368                                                 | 603,4                                               | Đi tiếp                                             |
| 4                                                   | 2                                                   | "Hào quang" (BAOVU, Darrys, Trần Việt Hoàng, Rhyder, Pháp Kiều)                             | Rhyder                                              | 368                                                 | 603,4                                               | Đi tiếp                                             |
| 4                                                   | 2                                                   | "Hào quang" (BAOVU, Darrys, Trần Việt Hoàng, Rhyder, Pháp Kiều)                             | Pháp Kiều                                           | 368                                                 | 603,4                                               | Đi tiếp                                             |
| 2                                                   | 3                                                   | "You" (Coldie, Minsicko, Dreamble, Song Luân, Captain)                                      | Song Luân                                           | 295                                                 | 503,2                                               | Đi tiếp                                             |
| 2                                                   | 3                                                   | "You" (Coldie, Minsicko, Dreamble, Song Luân, Captain)                                      | Anh Tú Atus                                         | 295                                                 | 503,2                                               | Đi tiếp                                             |
| 2                                                   | 3                                                   | "You" (Coldie, Minsicko, Dreamble, Song Luân, Captain)                                      | Quang Trung                                         | 295                                                 | 503,2                                               | Đi tiếp                                             |
| 2                                                   | 3                                                   | "You" (Coldie, Minsicko, Dreamble, Song Luân, Captain)                                      | Captain                                             | 295                                                 | 503,2                                               | Đi tiếp                                             |
| 3                                                   | 4                                                   | "Đầu đội sừng" (Graykee (Fillinus), CM1X, DBaola, Kewtiie, HURRYKNG)                        | Quân A.P                                            | 354                                                 | 629,8                                               | Đi tiếp                                             |
| 3                                                   | 4                                                   | "Đầu đội sừng" (Graykee (Fillinus), CM1X, DBaola, Kewtiie, HURRYKNG)                        | Hùng Huỳnh                                          | 354                                                 | 629,8                                               | Đi tiếp                                             |
| 3                                                   | 4                                                   | "Đầu đội sừng" (Graykee (Fillinus), CM1X, DBaola, Kewtiie, HURRYKNG)                        | HURRYKNG                                            | 354                                                 | 629,8                                               | Đi tiếp                                             |

- Anh trai là đội trưởng của đội.

### Live Stage 3
Tại vòng trình diễn thứ ba, 24 anh trai được chia thành sáu đội, mỗi đội có bốn thành viên. HIEUTHUHAI, đội trưởng của đội cao điểm nhất tại Live Stage 2, tiếp tục giữ vai trò đội trưởng của vòng này. Năm đội trưởng còn lại được xác định, trong đó ba người là ba anh trai có số điểm cá nhân cao nhất từ Live Stage 2 (Rhyder, Isaac, Quân A.P) và hai người được chọn thông qua bốc thăm ngẫu nhiên (Anh Tú, Dương Domic). Việc chọn đội được diễn ra theo trình tự như sau:
- Lượt thứ nhất ("Tâm đầu ý hợp"): 18 anh trai còn lại được chia đều vào ba nhóm Lộng Lẫy, Lấp Lánh và Long Lanh theo thứ hạng đạt được. Mỗi đội trưởng chọn ra một người từ mỗi nhóm (tổng cộng ba người), và các anh trai trong ba nhóm cũng chọn đội trưởng mà họ muốn về chung đội. Nếu lựa chọn của đội trưởng và thành viên trùng khớp với nhau, thành viên được xếp vào đội của đội trưởng đó, ngược lại họ sẽ phải ra khu vực Đảo Hoang.[23]
- Lượt thứ hai ("Chọn hay không chọn"): Từng người đang ở khu vực Đảo Hoang được gọi vào phòng chờ, và các đội trưởng giơ bảng lựa chọn hoặc không lựa chọn người đó về đội của mình. Nếu chỉ có một đội trưởng đồng ý chọn, anh trai thuộc về đội đó; nếu có từ hai đội trưởng trở lên cùng lựa chọn, anh trai là người đưa ra quyết định cuối cùng. Những người không được đội trưởng nào chọn hoặc từ chối tất cả các lựa chọn sẽ phải chờ các đội trưởng chưa đủ thành viên lựa chọn sau cùng, với đội trưởng cao điểm hơn được ưu tiên chọn trước.

Sau khi được giới thiệu sáu bài hát mẫu cho vòng trình diễn, các anh trai được sắp xếp vào bốn trò chơi trí tuệ khác nhau, mỗi trò chơi gồm sáu người đại diện cho sáu đội. Mỗi đội đưa ra một số điểm cược để thách đấu ở từng trò chơi trong tổng số 1000 điểm được cấp ban đầu; đội chiến thắng bảo toàn số điểm đã cược (có thể được cộng thêm điểm cược từ đối phương) và đội thua bị mất đi số điểm thách đấu. Tổng điểm thu được sau bốn trò chơi sẽ quyết định thứ tự lựa chọn bài hát của các đội.
Đối với vòng Live Stage 3, các đội phải trải qua hai lượt thi đấu:
- Lượt 1 – Đấu bài hát: Các đội trình diễn cùng một nghệ sĩ nữ được chương trình mời đến. 500 khán giả tại trường quay bình chọn cho các anh trai mà mình yêu thích sau mỗi tiết mục, điểm số của đội được tính bằng tổng điểm cá nhân của các thành viên trong đội.
- Lượt 2 – Dance Battle: Các đội thi đấu nhảy với nhau trong ba vòng đấu, mỗi đội cử ra một thành viên để tham gia ở mỗi vòng. Ở vòng 1, lần lượt từng người trình diễn một tiết mục trong vòng 60 giây với sự hỗ trợ của tối đa bốn vũ công (có thể bao gồm các anh trai trong đội). Ở vòng 2 và vòng 3, từng thành viên của các đội theo hiệu lệnh của MC sẽ trình diễn trên cùng một nền nhạc cho sẵn. Kết quả bình chọn sau mỗi vòng được quyết định bởi 5 giám khảo và 500 khán giả trường quay, trong đó hai đội có số điểm thấp nhất của mỗi vòng sẽ bị loại. Ba đội có thứ hạng cao nhất từ lượt đấu này được cộng lần lượt 200 điểm, 100 điểm và 50 điểm vào điểm tổng.[24]

Kết thúc Live Stage 3, ba đội có tổng điểm sau hai lượt đấu cao nhất là Rhyder, HIEUTHUHAI và Quân A.P đều an toàn và bước vào vòng trong. Bốn người có số điểm cá nhân thấp nhất trong số các đội còn lại đã bị loại, gồm Gin Tuấn Kiệt (đội Isaac), Lou Hoàng (đội Dương Domic), Vũ Thịnh và Hải Đăng Doo (đội Anh Tú).
| Vòng trình diễn sân khấu thứ ba | Vòng trình diễn sân khấu thứ ba | Vòng trình diễn sân khấu thứ ba | Vòng trình diễn sân khấu thứ ba | Vòng trình diễn sân khấu thứ ba | Vòng trình diễn sân khấu thứ ba | Vòng trình diễn sân khấu thứ ba |
| Lượt đấu thứ nhất: Đấu bài hát  | Lượt đấu thứ nhất: Đấu bài hát  | Lượt đấu thứ nhất: Đấu bài hát | Lượt đấu thứ nhất: Đấu bài hát  | Lượt đấu thứ nhất: Đấu bài hát  | Lượt đấu thứ nhất: Đấu bài hát  | Lượt đấu thứ nhất: Đấu bài hát  |
| Đội                             | Thứ tự                          | Bài hát biểu diễn (Tác giả) | Thành viên                      | Ca sĩ khách mời                 | Tổng điểm                       | Kết quả                         |
| Tập 7 (3 tháng 8 năm 2024)      | Tập 7 (3 tháng 8 năm 2024)      | Tập 7 (3 tháng 8 năm 2024) | Tập 7 (3 tháng 8 năm 2024)      | Tập 7 (3 tháng 8 năm 2024)      | Tập 7 (3 tháng 8 năm 2024)      | Tập 7 (3 tháng 8 năm 2024)      |
| ------------------------------- | ------------------------------- | --- | ------------------------------- | ------------------------------- | ------------------------------- | ------------------------------- |
| 5                               | 1                               | "Ngáo ngơ" (Tăng Nhật Tuệ, Foxxx Team, Kewtiie, Orange, HIEUTHUHAI)                                                                   | Anh Tú Atus                     | Orange                          | 1716                            | Đi tiếp                         |
| 5                               | 1                               | "Ngáo ngơ" (Tăng Nhật Tuệ, Foxxx Team, Kewtiie, Orange, HIEUTHUHAI)                                                                   | JSOL                            | Orange                          | 1716                            | Đi tiếp                         |
| 5                               | 1                               | "Ngáo ngơ" (Tăng Nhật Tuệ, Foxxx Team, Kewtiie, Orange, HIEUTHUHAI)                                                                   | Erik                            | Orange                          | 1716                            | Đi tiếp                         |
| 5                               | 1                               | "Ngáo ngơ" (Tăng Nhật Tuệ, Foxxx Team, Kewtiie, Orange, HIEUTHUHAI)                                                                   | HIEUTHUHAI                      | Orange                          | 1716                            | Đi tiếp                         |
| 1                               | 2                               | "Regret" (Cao Ha Duc Anh, Minh Gao, Minsicko, Quân A.P, Pháp Kiều)                                                                    | Quang Trung                     | Lâm Bảo Ngọc                    | 1713                            | Đi tiếp                         |
| 1                               | 2                               | "Regret" (Cao Ha Duc Anh, Minh Gao, Minsicko, Quân A.P, Pháp Kiều)                                                                    | Ali Hoàng Dương                 | Lâm Bảo Ngọc                    | 1713                            | Đi tiếp                         |
| 1                               | 2                               | "Regret" (Cao Ha Duc Anh, Minh Gao, Minsicko, Quân A.P, Pháp Kiều)                                                                    | Quân A.P                        | Lâm Bảo Ngọc                    | 1713                            | Đi tiếp                         |
| 1                               | 2                               | "Regret" (Cao Ha Duc Anh, Minh Gao, Minsicko, Quân A.P, Pháp Kiều)                                                                    | Pháp Kiều                       | Lâm Bảo Ngọc                    | 1713                            | Đi tiếp                         |
| 4                               | 3                               | "Ngân nga" (Vũ Đức Mạnh, Minsicko, Kado, HURRYKNG, Negav)                                                                             | Isaac                           | Vũ Thảo My                      | 1693                            | Đi tiếp                         |
| 4                               | 3                               | "Ngân nga" (Vũ Đức Mạnh, Minsicko, Kado, HURRYKNG, Negav)                                                                             | Gin Tuấn Kiệt                   | Vũ Thảo My                      | 1693                            | Bị loại                         |
| 4                               | 3                               | "Ngân nga" (Vũ Đức Mạnh, Minsicko, Kado, HURRYKNG, Negav)                                                                             | HURRYKNG                        | Vũ Thảo My                      | 1693                            | Đi tiếp                         |
| 4                               | 3                               | "Ngân nga" (Vũ Đức Mạnh, Minsicko, Kado, HURRYKNG, Negav)                                                                             | Negav                           | Vũ Thảo My                      | 1693                            | Đi tiếp                         |
| 3                               | 4                               | "Cứ để anh ta rời đi" (August (Fillinus), Trần Việt Hoàng, Minsicko, Dreamble, Song Luân, Lou Hoàng, Quang Hùng MasterD, Dương Domic) | Song Luân                       | Bảo Anh                         | 1650                            | Đi tiếp                         |
| 3                               | 4                               | "Cứ để anh ta rời đi" (August (Fillinus), Trần Việt Hoàng, Minsicko, Dreamble, Song Luân, Lou Hoàng, Quang Hùng MasterD, Dương Domic) | Lou Hoàng                       | Bảo Anh                         | 1650                            | Bị loại                         |
| 3                               | 4                               | "Cứ để anh ta rời đi" (August (Fillinus), Trần Việt Hoàng, Minsicko, Dreamble, Song Luân, Lou Hoàng, Quang Hùng MasterD, Dương Domic) | Quang Hùng MasterD              | Bảo Anh                         | 1650                            | Đi tiếp                         |
| 3                               | 4                               | "Cứ để anh ta rời đi" (August (Fillinus), Trần Việt Hoàng, Minsicko, Dreamble, Song Luân, Lou Hoàng, Quang Hùng MasterD, Dương Domic) | Dương Domic                     | Bảo Anh                         | 1650                            | Đi tiếp                         |
| Tập 8 (10 tháng 8 năm 2024)     |                                 | |                                 |                                 |                                 |                                 |
| 2                               | 5                               | "Người tình của nắng" (Hoàng Dũng, Dreamble, Lê Nhâm, Cà Pháo, Dũng D.X, LyLy, Hải Đăng Doo, Captain)                                 | Anh Tú                          | LyLy                            | 1448                            | Đi tiếp                         |
| 2                               | 5                               | "Người tình của nắng" (Hoàng Dũng, Dreamble, Lê Nhâm, Cà Pháo, Dũng D.X, LyLy, Hải Đăng Doo, Captain)                                 | Vũ Thịnh                        | LyLy                            | 1448                            | Bị loại                         |
| 2                               | 5                               | "Người tình của nắng" (Hoàng Dũng, Dreamble, Lê Nhâm, Cà Pháo, Dũng D.X, LyLy, Hải Đăng Doo, Captain)                                 | Hải Đăng Doo                    | LyLy                            | 1448                            | Bị loại                         |
| 2                               | 5                               | "Người tình của nắng" (Hoàng Dũng, Dreamble, Lê Nhâm, Cà Pháo, Dũng D.X, LyLy, Hải Đăng Doo, Captain)                                 | Captain                         | LyLy                            | 1448                            | Đi tiếp                         |
| 6                               | 6                               | "I'm Thinking About You" (RedT, Cao Ha Duc Anh, D.A, Minsicko, BeeBB, WEAN, tlinh, Rhyder)                                            | Đức Phúc                        | tlinh                           | 1764                            | Đi tiếp                         |
| 6                               | 6                               | "I'm Thinking About You" (RedT, Cao Ha Duc Anh, D.A, Minsicko, BeeBB, WEAN, tlinh, Rhyder)                                            | WEAN                            | tlinh                           | 1764                            | Đi tiếp                         |
| 6                               | 6                               | "I'm Thinking About You" (RedT, Cao Ha Duc Anh, D.A, Minsicko, BeeBB, WEAN, tlinh, Rhyder)                                            | Hùng Huỳnh                      | tlinh                           | 1764                            | Đi tiếp                         |
| 6                               | 6                               | "I'm Thinking About You" (RedT, Cao Ha Duc Anh, D.A, Minsicko, BeeBB, WEAN, tlinh, Rhyder)                                            | Rhyder                          | tlinh                           | 1764                            | Đi tiếp                         |
| Lượt đấu thứ hai: Dance Battle  |                                 | |                                 |                                 |                                 |                                 |
| Thứ tự                          | Đội trưởng                      | Thành viên | Tổng điểm                       | Thứ hạng                        | Kết quả                         | Kết quả                         |
| Vòng 1 – Showcase               |                                 | |                                 |                                 |                                 |                                 |
| 1                               | Dương Domic                     | Song Luân | 835                             | 3                               | Vòng 2                          | Vòng 2                          |
| 2                               | Isaac                           | Gin Tuấn Kiệt | 713                             | 6                               | Bị loại                         | Bị loại                         |
| 3                               | Quân A.P                        | Pháp Kiều | 876                             | 2                               | Vòng 2                          | Vòng 2                          |
| 4                               | Rhyder                          | Hùng Huỳnh | 907                             | 1                               | Vòng 2                          | Vòng 2                          |
| 5                               | HIEUTHUHAI                      | Erik | 832                             | 4                               | Vòng 2                          | Vòng 2                          |
| 6                               | Anh Tú                          | Vũ Thịnh | 723                             | 5                               | Bị loại                         | Bị loại                         |
| Vòng 2 – Cypher Battle          |                                 | |                                 |                                 |                                 |                                 |
| 1                               | Rhyder                          | Hùng Huỳnh | 724                             | 3                               | + 50 điểm đội                   | + 50 điểm đội                   |
| 2                               | HIEUTHUHAI                      | JSOL | 852                             | 1                               | Vòng 3                          | Vòng 3                          |
| 3                               | Dương Domic                     | Dương Domic | 652                             | 4                               | Bị loại                         | Bị loại                         |
| 4                               | Quân A.P                        | Quang Trung | 741                             | 2                               | Vòng 3                          | Vòng 3                          |
| Vòng 3 – Final Cypher Battle    |                                 | |                                 |                                 |                                 |                                 |
| 1                               | HIEUTHUHAI                      | Anh Tú Atus | 707                             | 2                               | + 100 điểm đội                  | + 100 điểm đội                  |
| 2                               | Quân A.P                        | Ali Hoàng Dương | 850                             | 1                               | + 200 điểm đội                  | + 200 điểm đội                  |

- Anh trai là đội trưởng của đội.

### Live Stage 4
Đây là vòng tứ kết của chương trình Anh trai "say hi". Tại vòng trình diễn này, 20 anh trai được chia thành bốn đội năm người, với các đội trưởng được xác định bằng hình thức ứng cử và bầu chọn. Ngoài bốn anh trai đứng đầu bảng xếp hạng của Live Stage 3 tự động trở thành bốn ứng cử viên cho vị trí đội trưởng, ba ứng cử viên khác được chọn thông qua tự ứng cử và bốc thăm ngẫu nhiên, và một ứng cử viên được chọn qua đề cử cá nhân của các anh trai. Sau khi tiến hành bỏ phiếu (mỗi ứng cử viên có bốn phiếu "Chọn", những người khác có bốn phiếu "Chọn" và bốn phiếu "Trắng"), bốn người nhận được nhiều phiếu bầu "Chọn" nhất trở thành bốn đội trưởng gồm Rhyder, Erik, HURRYKNG và Anh Tú Atus.
Những người còn lại sau đó lần lượt được bước vào một trại tập kết và đi đến một trong bốn căn lều, tương ứng với phòng của một đội trưởng để thuyết phục đội trưởng chọn mình vào đội. Nếu đội trưởng đồng ý, thành viên được gia nhập vào đội, còn không họ phải đi đến lều dành cho khu vực Đảo Hoang (lưu ý rằng các đội trưởng phải chấp nhận người đầu tiên bước vào phòng vào đội của họ). Bốn người có thứ hạng thấp nhất vòng trước (ngoài những người đã được chọn làm đội trưởng của vòng này) được ưu tiên lựa chọn trước; từ người thứ năm trở đi, các thành viên bốc thăm cho nhau để xác định thứ tự lựa chọn, bắt đầu từ MC. Những đội trưởng chưa đủ người sẽ chọn thêm thành viên từ Đảo Hoang để tạo thành đội hình hoàn chỉnh, và các thành viên ở Đảo Hoang lúc này không có quyền từ chối lựa chọn của đội trưởng.
Tiếp đến, các đội tham gia vào bốn trò chơi vận động để tích lũy điểm số và giành thứ tự chọn bài hát. Tổng cộng có tám bài hát ở vòng này và mỗi đội phải trình diễn hai bài hát, gồm một bài được phát triển từ bản nhạc mẫu và một bài được viết từ type beat (chỉ có nhạc nền, các đội phải sáng tác lời dựa trên nền nhạc được cung cấp). Bốn đội tại Live Stage 4 được chia thành hai bảng đấu, mỗi bảng gồm hai đội thi đấu với nhau. Giống như các đêm thi trước, 500 khán giả trường quay chấm điểm cho các thành viên trong đội sau khi tiết mục kết thúc; đội chiến thắng trong mỗi cặp đấu là đội có tổng điểm của các thành viên cao hơn. Các đội thắng ở hai bảng sẽ gặp nhau để tranh hạng nhất/nhì và các đội thua cũng sẽ gặp nhau để tranh hạng ba/tư. Chỉ có đội hạng nhất chung cuộc của vòng thi được an toàn và đi thẳng vào vòng kế tiếp; với ba đội còn lại, đội hạng nhì sẽ có hai thành viên vào vòng nguy hiểm, đội hạng ba có ba thành viên và đội cuối cùng có tất cả các thành viên rơi vào vòng nguy hiểm, trừ người có số điểm cá nhân cao nhất trong đội. Sáu người có số điểm thấp nhất trong chín người này sẽ phải chia tay với chương trình. Đặc biệt, đội hạng nhất có quyền cứu một người trong nhóm nguy hiểm do các thành viên trong đội quyết định (không quan tâm người đó có thuộc diện bị loại hay không).
Kết thúc Live Stage 4, đội HURRYKNG giành hạng nhất chung cuộc và được bảo toàn tất cả các thành viên; đội cũng quyết định sử dụng quyền cứu của mình cho JSOL. Song Luân, Quang Trung (đội Anh Tú Atus), Ali Hoàng Dương, Captain, WEAN (đội Rhyder), Hùng Huỳnh (đội Erik) là những người phải dừng cuộc chơi; tuy nhiên, một vòng bình chọn bất ngờ đã được bổ sung để các anh trai lựa chọn hai người nữa bước vào vòng trong, với Song Luân và Captain là những người được hồi sinh. 
| Vòng trình diễn sân khấu thứ tư | Vòng trình diễn sân khấu thứ tư | Vòng trình diễn sân khấu thứ tư | Vòng trình diễn sân khấu thứ tư | Vòng trình diễn sân khấu thứ tư | Vòng trình diễn sân khấu thứ tư |
| Tập 10 – 18 tháng 8 năm 2024    | Tập 10 – 18 tháng 8 năm 2024    | Tập 10 – 18 tháng 8 năm 2024 | Tập 10 – 18 tháng 8 năm 2024    | Tập 10 – 18 tháng 8 năm 2024    | Tập 10 – 18 tháng 8 năm 2024    |
| Lượt đấu bảng                   | Lượt đấu bảng                   | Lượt đấu bảng | Lượt đấu bảng                   | Lượt đấu bảng                   | Lượt đấu bảng                   |
| Bảng                            | Đội                             | Bài hát biểu diễn (Tác giả) | Thành viên                      | Số điểm bình chọn               | Số điểm bình chọn               |
| ------------------------------- | ------------------------------- | --- | ------------------------------- | ------------------------------- | ------------------------------- |
| 2                               | D                               | "Anh trai nước Việt" (Đức Phúc, Quân A.P, Erik, August (Fillinus), Wishty Eazy (Fillinus), AnNgo (Fillinus), Thuy MX (Fillinus), Khắc Hưng, Hino) | Đức Phúc                        | 2151                            | 2151                            |
| 2                               | D                               | "Anh trai nước Việt" (Đức Phúc, Quân A.P, Erik, August (Fillinus), Wishty Eazy (Fillinus), AnNgo (Fillinus), Thuy MX (Fillinus), Khắc Hưng, Hino) | Quân A.P                        | 2151                            | 2151                            |
| 2                               | D                               | "Anh trai nước Việt" (Đức Phúc, Quân A.P, Erik, August (Fillinus), Wishty Eazy (Fillinus), AnNgo (Fillinus), Thuy MX (Fillinus), Khắc Hưng, Hino) | JSOL                            | 2151                            | 2151                            |
| 2                               | D                               | "Anh trai nước Việt" (Đức Phúc, Quân A.P, Erik, August (Fillinus), Wishty Eazy (Fillinus), AnNgo (Fillinus), Thuy MX (Fillinus), Khắc Hưng, Hino) | Erik                            | 2151                            | 2151                            |
| 2                               | D                               | "Anh trai nước Việt" (Đức Phúc, Quân A.P, Erik, August (Fillinus), Wishty Eazy (Fillinus), AnNgo (Fillinus), Thuy MX (Fillinus), Khắc Hưng, Hino) | Hùng Huỳnh                      | 2151                            | 2151                            |
| 2                               | C                               | "Bao lời con chưa nói" (Dương Domic, Trần Việt Hoàng)                                                                                             | Song Luân                       | 2209                            | 2209                            |
| 2                               | C                               | "Bao lời con chưa nói" (Dương Domic, Trần Việt Hoàng)                                                                                             | Anh Tú                          | 2209                            | 2209                            |
| 2                               | C                               | "Bao lời con chưa nói" (Dương Domic, Trần Việt Hoàng)                                                                                             | Anh Tú Atus                     | 2209                            | 2209                            |
| 2                               | C                               | "Bao lời con chưa nói" (Dương Domic, Trần Việt Hoàng)                                                                                             | Quang Trung                     | 2209                            | 2209                            |
| 2                               | C                               | "Bao lời con chưa nói" (Dương Domic, Trần Việt Hoàng)                                                                                             | Dương Domic                     | 2209                            | 2209                            |
| 1                               | A                               | "Chân thành" (MaiQuinn, Nick, Darrys, Dũng D.X, WEAN, Rhyder, Captain)                                                                            | Ali Hoàng Dương                 | 2184                            | 2184                            |
| 1                               | A                               | "Chân thành" (MaiQuinn, Nick, Darrys, Dũng D.X, WEAN, Rhyder, Captain)                                                                            | Quang Hùng MasterD              | 2184                            | 2184                            |
| 1                               | A                               | "Chân thành" (MaiQuinn, Nick, Darrys, Dũng D.X, WEAN, Rhyder, Captain)                                                                            | WEAN                            | 2184                            | 2184                            |
| 1                               | A                               | "Chân thành" (MaiQuinn, Nick, Darrys, Dũng D.X, WEAN, Rhyder, Captain)                                                                            | Rhyder                          | 2184                            | 2184                            |
| 1                               | A                               | "Chân thành" (MaiQuinn, Nick, Darrys, Dũng D.X, WEAN, Rhyder, Captain)                                                                            | Captain                         | 2184                            | 2184                            |
| 1                               | B                               | "Walk" (HURRYKNG, HIEUTHUHAI, Negav, Pháp Kiều, BeeBB, Kewtiie)                                                                                   | Isaac                           | 2204                            | 2204                            |
| 1                               | B                               | "Walk" (HURRYKNG, HIEUTHUHAI, Negav, Pháp Kiều, BeeBB, Kewtiie)                                                                                   | HURRYKNG                        | 2204                            | 2204                            |
| 1                               | B                               | "Walk" (HURRYKNG, HIEUTHUHAI, Negav, Pháp Kiều, BeeBB, Kewtiie)                                                                                   | HIEUTHUHAI                      | 2204                            | 2204                            |
| 1                               | B                               | "Walk" (HURRYKNG, HIEUTHUHAI, Negav, Pháp Kiều, BeeBB, Kewtiie)                                                                                   | Negav                           | 2204                            | 2204                            |
| 1                               | B                               | "Walk" (HURRYKNG, HIEUTHUHAI, Negav, Pháp Kiều, BeeBB, Kewtiie)                                                                                   | Pháp Kiều                       | 2204                            | 2204                            |
| Lượt đấu phân hạng              |                                 | |                                 |                                 |                                 |
| Trận                            | Đội                             | Bài hát biểu diễn (Tác giả) | Thành viên                      | Số điểm bình chọn               | Kết quả                         |
| Tranh hạng ba                   | D                               | "Sau đêm nay" (Vũ Ngọc Bích, BeeBB, Hino, Đức Phúc, Quân A.P, JSOL, Erik, Hieu Bae, Pháo)                                                         | Đức Phúc                        | 2128                            | Đi tiếp                         |
| Tranh hạng ba                   | D                               | "Sau đêm nay" (Vũ Ngọc Bích, BeeBB, Hino, Đức Phúc, Quân A.P, JSOL, Erik, Hieu Bae, Pháo)                                                         | Quân A.P                        | 2128                            | Đi tiếp                         |
| Tranh hạng ba                   | D                               | "Sau đêm nay" (Vũ Ngọc Bích, BeeBB, Hino, Đức Phúc, Quân A.P, JSOL, Erik, Hieu Bae, Pháo)                                                         | JSOL                            | 2128                            | Được cứu                        |
| Tranh hạng ba                   | D                               | "Sau đêm nay" (Vũ Ngọc Bích, BeeBB, Hino, Đức Phúc, Quân A.P, JSOL, Erik, Hieu Bae, Pháo)                                                         | Erik                            | 2128                            | Đi tiếp                         |
| Tranh hạng ba                   | D                               | "Sau đêm nay" (Vũ Ngọc Bích, BeeBB, Hino, Đức Phúc, Quân A.P, JSOL, Erik, Hieu Bae, Pháo)                                                         | Hùng Huỳnh                      | 2128                            | Bị loại                         |
| Tranh hạng ba                   | A                               | "SOS" (WEAN, Rhyder, Captain, Darrys, Majin, Dũng D.X)                                                                                            | Ali Hoàng Dương                 | 2121                            | Bị loại                         |
| Tranh hạng ba                   | A                               | "SOS" (WEAN, Rhyder, Captain, Darrys, Majin, Dũng D.X)                                                                                            | Quang Hùng MasterD              | 2121                            | Đi tiếp                         |
| Tranh hạng ba                   | A                               | "SOS" (WEAN, Rhyder, Captain, Darrys, Majin, Dũng D.X)                                                                                            | WEAN                            | 2121                            | Bị loại                         |
| Tranh hạng ba                   | A                               | "SOS" (WEAN, Rhyder, Captain, Darrys, Majin, Dũng D.X)                                                                                            | Rhyder                          | 2121                            | Đi tiếp                         |
| Tranh hạng ba                   | A                               | "SOS" (WEAN, Rhyder, Captain, Darrys, Majin, Dũng D.X)                                                                                            | Captain                         | 2121                            | Hồi sinh                        |
| Tập 11 – 24 tháng 8 năm 2024    |                                 | |                                 |                                 |                                 |
| Chung kết                       | B                               | "Kim phút kim giờ" (DC Tâm, Nick, Kado, Darrys, HURRYKNG, HIEUTHUHAI, Negav, Pháp Kiều)                                                           | Isaac                           | 2287                            | Đi tiếp                         |
| Chung kết                       | B                               | "Kim phút kim giờ" (DC Tâm, Nick, Kado, Darrys, HURRYKNG, HIEUTHUHAI, Negav, Pháp Kiều)                                                           | HURRYKNG                        | 2287                            | Đi tiếp                         |
| Chung kết                       | B                               | "Kim phút kim giờ" (DC Tâm, Nick, Kado, Darrys, HURRYKNG, HIEUTHUHAI, Negav, Pháp Kiều)                                                           | HIEUTHUHAI                      | 2287                            | Đi tiếp                         |
| Chung kết                       | B                               | "Kim phút kim giờ" (DC Tâm, Nick, Kado, Darrys, HURRYKNG, HIEUTHUHAI, Negav, Pháp Kiều)                                                           | Negav                           | 2287                            | Đi tiếp                         |
| Chung kết                       | B                               | "Kim phút kim giờ" (DC Tâm, Nick, Kado, Darrys, HURRYKNG, HIEUTHUHAI, Negav, Pháp Kiều)                                                           | Pháp Kiều                       | 2287                            | Đi tiếp                         |
| Chung kết                       | C                               | "Đều là của em" (Satila Hồng Vịnh, CM1X, Tap, Minsicko, D.A, Song Luân)                                                                           | Song Luân                       | 2167                            | Hồi sinh                        |
| Chung kết                       | C                               | "Đều là của em" (Satila Hồng Vịnh, CM1X, Tap, Minsicko, D.A, Song Luân)                                                                           | Anh Tú                          | 2167                            | Đi tiếp                         |
| Chung kết                       | C                               | "Đều là của em" (Satila Hồng Vịnh, CM1X, Tap, Minsicko, D.A, Song Luân)                                                                           | Anh Tú Atus                     | 2167                            | Đi tiếp                         |
| Chung kết                       | C                               | "Đều là của em" (Satila Hồng Vịnh, CM1X, Tap, Minsicko, D.A, Song Luân)                                                                           | Quang Trung                     | 2167                            | Bị loại                         |
| Chung kết                       | C                               | "Đều là của em" (Satila Hồng Vịnh, CM1X, Tap, Minsicko, D.A, Song Luân)                                                                           | Dương Domic                     | 2167                            | Đi tiếp                         |

- Anh trai là đội trưởng của đội.
- Đội chiến thắng trong trận đấu.
- Đội chiến thắng chung cuộc của vòng đấu.

### Live Stage 5 – Chung kết
Bối cảnh của vòng chọn đội cho đêm chung kết diễn ra tại một văn phòng công ty giả lập. Tại đây, bốn đội trưởng (là bốn người có điểm cao nhất của Live Stage 4) và những người còn lại được phân tách thành hai phòng khác nhau; họ chỉ có thể liên lạc với nhau qua điện thoại và thứ hạng của từng cá nhân mà không biết được người gọi điện ở đầu dây bên kia là ai cũng như thứ hạng của nhau. Các đội trưởng sẽ tạo thành đội với bốn người ở vòng này và phải chọn thành viên cho mình bằng hình thức "cuộc gọi khẩn", với tổng cộng ba lượt gọi.
- Lượt thứ nhất, mỗi đội trưởng gọi điện cho một thành viên có thứ hạng mà họ lựa chọn, theo thứ tự được xác định bằng bốc thăm. Nếu thành viên đồng ý, người đó di chuyển về khu vực lập đội thành công, nếu không di chuyển đến khu vực Đảo Hoang.
- Lượt thứ hai, bốn thành viên xếp hạng thấp nhất gọi điện cho một đội trưởng có thứ hạng mà họ lựa chọn. Nếu đội trưởng đồng ý, thành viên di chuyển về khu vực lập đội thành công, ngược lại họ phải đi đến khu vực Đảo Hoang.
- Lượt thứ ba, dựa trên danh sách thứ hạng của các anh trai còn lại đã được cung cấp, bốn đội trưởng gọi điện cho thành viên có thứ hạng mà họ mong muốn lập đội (thành viên không được từ chối lời mời của đội trưởng). Những đội chưa đủ người sẽ được bổ sung thành viên từ Đảo Hoang.

Các đội vừa thành lập sẽ tham gia ba trò chơi để giành thứ tự chọn bài hát giống như vòng trước. Mỗi anh trai trong đêm chung kết phải trình diễn hai tiết mục, gồm một tiết mục cá nhân và một tiết mục chung cùng cả đội (là bài hát được phát triển từ type beat do đội lựa chọn). Ngoài ra, tất cả 16 anh trai còn được kết hợp cùng DJ khách mời Alan Walker trong một tiết mục đặc biệt.
Đối với vòng chung kết, khán giả tham gia bình chọn trực tuyến trên ứng dụng VieON để chọn ra những anh trai chiến thắng, gồm ba đợt bình chọn tương ứng với ba tập chung kết. Vào tập cuối cùng (được truyền hình trực tiếp), những người nhận được nhiều bình chọn nhất từ khán giả sẽ được xuất hiện trong một "nhóm nhạc toàn năng", trong đó anh trai được bầu chọn nhiều nhất trở thành quán quân của chương trình. Theo hình thức này, năm người được bình chọn nhiều nhất và đạt danh hiệu Anh trai "Best 5" bao gồm Isaac, Đức Phúc, Quang Hùng MasterD, quán quân HIEUTHUHAI và á quân Rhyder.
Bên cạnh đó, năm giải thưởng phụ được trao cho các cá nhân và nhóm trình diễn xuất sắc trong chương trình (mỗi giải thưởng trị giá 50 triệu đồng), bao gồm:
- The Best Leader – Đội trưởng được yêu thích nhất, dành cho HIEUTHUHAI.
- The Best Transformation – Anh trai thay đổi ấn tượng nhất, dành cho Dương Domic.
- The Best Performer – Anh trai trình diễn ấn tượng nhất, dành cho Erik.
- The Best Group Performance – Màn trình diễn nhóm sáng tạo nhất, dành cho "Ngáo ngơ".
- The Best Hit – Ca khúc được xem và nghe nhiều nhất trên các nền tảng của chương trình, dành cho "Catch Me If You Can".

Tại đêm trao giải, các nghệ sĩ cũng đã đóng góp một phần hoặc toàn bộ tiền thưởng của mình vào quỹ Chung một tấm lòng của HTV nhằm hỗ trợ các tỉnh miền Bắc trong thời điểm khó khăn do hậu quả của bão và lũ lụt.
| Vòng trình diễn chung kết và xếp hạng                                            | Vòng trình diễn chung kết và xếp hạng                                                                 | Vòng trình diễn chung kết và xếp hạng                                                                 | Vòng trình diễn chung kết và xếp hạng                                                                 | Vòng trình diễn chung kết và xếp hạng                                            | Vòng trình diễn chung kết và xếp hạng                                            |
| Tập 12 & 13 – Chung kết 1 – Trình diễn cá nhân (31 tháng 8 & 7 tháng 9 năm 2024) | Tập 12 & 13 – Chung kết 1 – Trình diễn cá nhân (31 tháng 8 & 7 tháng 9 năm 2024)                      | Tập 12 & 13 – Chung kết 1 – Trình diễn cá nhân (31 tháng 8 & 7 tháng 9 năm 2024)                      | Tập 12 & 13 – Chung kết 1 – Trình diễn cá nhân (31 tháng 8 & 7 tháng 9 năm 2024)                      | Tập 12 & 13 – Chung kết 1 – Trình diễn cá nhân (31 tháng 8 & 7 tháng 9 năm 2024) | Tập 12 & 13 – Chung kết 1 – Trình diễn cá nhân (31 tháng 8 & 7 tháng 9 năm 2024) |
| Thứ tự                                                                           | MSBC                                                                                                  | Bài hát biểu diễn (Tác giả)                                                                           | Anh trai                                                                                              | Số phiếu bình chọn                                                               | Kết quả                                                                          |
| -------------------------------------------------------------------------------- | --- | --- | --- | -------------------------------------------------------------------------------- | -------------------------------------------------------------------------------- |
| 1                                                                                | 12 | "Anh biết rồi" (Rhyder, Dũng D.X)                                                                     | Rhyder                                                                                                | 875.079                                                                          | Thành công                                                                       |
| 2                                                                                | 08 | "Cứ mỗi sáng anh lại.." (Cao Ha Duc Anh, Minsicko, Darrys, Majin)                                     | Quân A.P                                                                                              | —                                                                                | Không thành công                                                                 |
| 3                                                                                | 13 | "Kim tự tháp" (Captain, Dũng D.X)                                                                     | Captain                                                                                               | —                                                                                | Không thành công                                                                 |
| 4                                                                                | 16 | "Lâu không gặp" (Song Luân, Tage, Darrys, Majin)                                                      | Song Luân                                                                                             | —                                                                                | Không thành công                                                                 |
| 5                                                                                | 09 | "Khiêu vũ dưới trăng" (Hiếu Bae, Erik, Hino)                                                          | Erik                                                                                                  | —                                                                                | Không thành công                                                                 |
| 6                                                                                | 03 | "Quay đi quay lại" (HIEUTHUHAI, Kewtiie)                                                              | HIEUTHUHAI                                                                                            | 1.061.492                                                                        | Thành công                                                                       |
| 7                                                                                | 10 | "Em không muốn một mình" (Hà Kiểm, Madily, Minsicko, Minh Gao, Anh Tú Atus)                           | Anh Tú Atus                                                                                           | —                                                                                | Không thành công                                                                 |
| 8                                                                                | 11 | "Chàng khờ thủy cung" (Negav, Grey D)                                                                 | Negav                                                                                                 | —                                                                                | Không thành công                                                                 |
|                                                                                  | | | |                                                                                  |                                                                                  |
| 9                                                                                | 15 | "Đóa phù dung cuối cùng" (Thanh Hưng, Vitagen)                                                        | Đức Phúc                                                                                              | 512.412                                                                          | Thành công                                                                       |
| 10                                                                               | 07 | "Tràn bộ nhớ" (Dương Domic, Trần Việt Hoàng)                                                          | Dương Domic                                                                                           | —                                                                                | Không thành công                                                                 |
| 11                                                                               | 05 | "Colors" (Pháp Kiều, Dreamble)                                                                        | Pháp Kiều                                                                                             | —                                                                                | Không thành công                                                                 |
| 12                                                                               | 14 | "Gọi cho anh" (Coldie, Minsicko, Dreamble)                                                            | Isaac                                                                                                 | 517.311                                                                          | Thành công                                                                       |
| 13                                                                               | 02 | "Tình cuối cùng" (JSOL, Hino)                                                                         | JSOL                                                                                                  | —                                                                                | Không thành công                                                                 |
| 14                                                                               | 06 | "Đóa hồng chơi vơi" (Nguyễn Thương, Tieman)                                                           | Anh Tú                                                                                                | —                                                                                | Không thành công                                                                 |
| 15                                                                               | 01 | "Trói em lại" (Quang Hùng MasterD, Xuân Định K.Y)                                                     | Quang Hùng MasterD                                                                                    | 604.759                                                                          | Thành công                                                                       |
| 16                                                                               | 04 | "Airplane Mode" (HURRYKNG, WEAN, Minsicko, Minh Gao)                                                  | HURRYKNG                                                                                              | —                                                                                | Không thành công                                                                 |
| Tập 14 – Chung kết 2 – Trình diễn nhóm (14 tháng 9 năm 2024)                     | | | |                                                                                  |                                                                                  |
| Thứ tự                                                                           | Nhóm                                                                                                  | Bài hát biểu diễn (Tác giả)                                                                           | Bài hát biểu diễn (Tác giả)                                                                           | Thành viên                                                                       | Thành viên                                                                       |
| ĐB                                                                               | ĐB | "The Spectre" – "Who I Am" – "Alone" – "Fire!" (Alan Walker, Coldie, Cao Ha Duc Anh)                  | "The Spectre" – "Who I Am" – "Alone" – "Fire!" (Alan Walker, Coldie, Cao Ha Duc Anh)                  | 16 anh trai                                                                      | 16 anh trai                                                                      |
| 1                                                                                | 4 | "Tình đầu quá chén" (Quang Hùng MasterD, Xuân Định K.Y, Negav, Pháp Kiều)                             | "Tình đầu quá chén" (Quang Hùng MasterD, Xuân Định K.Y, Negav, Pháp Kiều)                             | Quang Hùng MasterD                                                               | Quang Hùng MasterD                                                               |
| 1                                                                                | 4 | "Tình đầu quá chén" (Quang Hùng MasterD, Xuân Định K.Y, Negav, Pháp Kiều)                             | "Tình đầu quá chén" (Quang Hùng MasterD, Xuân Định K.Y, Negav, Pháp Kiều)                             | Erik                                                                             |                                                                                  |
| 1                                                                                | 4 | "Tình đầu quá chén" (Quang Hùng MasterD, Xuân Định K.Y, Negav, Pháp Kiều)                             | "Tình đầu quá chén" (Quang Hùng MasterD, Xuân Định K.Y, Negav, Pháp Kiều)                             | Negav                                                                            |                                                                                  |
| 1                                                                                | 4 | "Tình đầu quá chén" (Quang Hùng MasterD, Xuân Định K.Y, Negav, Pháp Kiều)                             | "Tình đầu quá chén" (Quang Hùng MasterD, Xuân Định K.Y, Negav, Pháp Kiều)                             | Pháp Kiều                                                                        |                                                                                  |
| 2                                                                                | 3 | "Anh em gọi là có mặt ngay" (Đức Phúc, Captain, JustaTee, Dũng D.X, Megazetz)                         | "Anh em gọi là có mặt ngay" (Đức Phúc, Captain, JustaTee, Dũng D.X, Megazetz)                         | Anh Tú                                                                           | Anh Tú                                                                           |
| 2                                                                                | 3 | "Anh em gọi là có mặt ngay" (Đức Phúc, Captain, JustaTee, Dũng D.X, Megazetz)                         | "Anh em gọi là có mặt ngay" (Đức Phúc, Captain, JustaTee, Dũng D.X, Megazetz)                         | Đức Phúc                                                                         |                                                                                  |
| 2                                                                                | 3 | "Anh em gọi là có mặt ngay" (Đức Phúc, Captain, JustaTee, Dũng D.X, Megazetz)                         | "Anh em gọi là có mặt ngay" (Đức Phúc, Captain, JustaTee, Dũng D.X, Megazetz)                         | Quân A.P                                                                         |                                                                                  |
| 2                                                                                | 3 | "Anh em gọi là có mặt ngay" (Đức Phúc, Captain, JustaTee, Dũng D.X, Megazetz)                         | "Anh em gọi là có mặt ngay" (Đức Phúc, Captain, JustaTee, Dũng D.X, Megazetz)                         | Captain                                                                          |                                                                                  |
| 3                                                                                | 2 | "Ngạo nghễ" (Anh Tú Atus, HURRYKNG, Rhyder, Kado)                                                     | "Ngạo nghễ" (Anh Tú Atus, HURRYKNG, Rhyder, Kado)                                                     | Isaac                                                                            | Isaac                                                                            |
| 3                                                                                | 2 | "Ngạo nghễ" (Anh Tú Atus, HURRYKNG, Rhyder, Kado)                                                     | "Ngạo nghễ" (Anh Tú Atus, HURRYKNG, Rhyder, Kado)                                                     | Anh Tú Atus                                                                      |                                                                                  |
| 3                                                                                | 2 | "Ngạo nghễ" (Anh Tú Atus, HURRYKNG, Rhyder, Kado)                                                     | "Ngạo nghễ" (Anh Tú Atus, HURRYKNG, Rhyder, Kado)                                                     | HURRYKNG                                                                         |                                                                                  |
| 3                                                                                | 2 | "Ngạo nghễ" (Anh Tú Atus, HURRYKNG, Rhyder, Kado)                                                     | "Ngạo nghễ" (Anh Tú Atus, HURRYKNG, Rhyder, Kado)                                                     | Rhyder                                                                           |                                                                                  |
| 4                                                                                | 1 | "Sao hạng A" (HIEUTHUHAI, Dương Domic, Kewtiie)                                                       | "Sao hạng A" (HIEUTHUHAI, Dương Domic, Kewtiie)                                                       | Song Luân                                                                        | Song Luân                                                                        |
| 4                                                                                | 1 | "Sao hạng A" (HIEUTHUHAI, Dương Domic, Kewtiie)                                                       | "Sao hạng A" (HIEUTHUHAI, Dương Domic, Kewtiie)                                                       | JSOL                                                                             |                                                                                  |
| 4                                                                                | 1 | "Sao hạng A" (HIEUTHUHAI, Dương Domic, Kewtiie)                                                       | "Sao hạng A" (HIEUTHUHAI, Dương Domic, Kewtiie)                                                       | HIEUTHUHAI                                                                       |                                                                                  |
| 4                                                                                | 1 | "Sao hạng A" (HIEUTHUHAI, Dương Domic, Kewtiie)                                                       | "Sao hạng A" (HIEUTHUHAI, Dương Domic, Kewtiie)                                                       | Dương Domic                                                                      |                                                                                  |
| Tiết mục đêm công bố và trao giải (Truyền hình trực tiếp)                        | | | |                                                                                  |                                                                                  |
| Thứ tự                                                                           | Bài hát biểu diễn (Tác giả)                                                                           | Bài hát biểu diễn (Tác giả)                                                                           | Bài hát biểu diễn (Tác giả)                                                                           | Biểu diễn                                                                        | Biểu diễn                                                                        |
| 1                                                                                | "Ngáo ngơ" – "Love Sand" – "Catch Me If You Can" – "Đầu đội sừng" – "Walk" – "I'm Thinking About You" | "Ngáo ngơ" – "Love Sand" – "Catch Me If You Can" – "Đầu đội sừng" – "Walk" – "I'm Thinking About You" | "Ngáo ngơ" – "Love Sand" – "Catch Me If You Can" – "Đầu đội sừng" – "Walk" – "I'm Thinking About You" | Oh Dance Team                                                                    | Oh Dance Team                                                                    |
| 2                                                                                | "Mình anh thôi" (Negav, Kado)                                                                         | "Mình anh thôi" (Negav, Kado)                                                                         | "Mình anh thôi" (Negav, Kado)                                                                         | Negav                                                                            | Negav                                                                            |
| 3                                                                                | "Laviu" (August (Fillinus), Graykee (Fillinus), Dreamble, WEAN, HURRYKNG, Hùng Huỳnh, Dương Domic)    | "Laviu" (August (Fillinus), Graykee (Fillinus), Dreamble, WEAN, HURRYKNG, Hùng Huỳnh, Dương Domic)    | "Laviu" (August (Fillinus), Graykee (Fillinus), Dreamble, WEAN, HURRYKNG, Hùng Huỳnh, Dương Domic)    | Erik, WEAN, HURRYKNG, Hùng Huỳnh, Dương Domic                                    | Erik, WEAN, HURRYKNG, Hùng Huỳnh, Dương Domic                                    |
| 4                                                                                | "The Stars" (JustaTee, Darrys, DBaola, Machiot, Minsicko, 52Hz, Pháo)                                 | "The Stars" (JustaTee, Darrys, DBaola, Machiot, Minsicko, 52Hz, Pháo)                                 | "The Stars" (JustaTee, Darrys, DBaola, Machiot, Minsicko, 52Hz, Pháo)                                 | Liz Kim Cương, Mỹ Mỹ, Juky San, 52Hz, Pháo                                       | Liz Kim Cương, Mỹ Mỹ, Juky San, 52Hz, Pháo                                       |

- Anh trai là trưởng nhóm phần trình diễn.

## Thứ tự bị loại
| Anh trai ╲ Vòng     | Live Stage 1  | Live Stage 1 | Live Stage 1                          | Live Stage 1 | Live Stage 2  | Live Stage 2 | Live Stage 3  | Live Stage 3 | Live Stage 4  | Live Stage 4 | Chung kết | Chung kết |
| Anh trai ╲ Vòng     | Đấu Liên quân | Đấu Nhóm     | Tổng điểm cá nhân (Bình chọn cá nhân) | #            | Điểm cá nhân  | #            | Điểm cá nhân  | #            | Điểm cá nhân  | #            | Số phiếu  | Kết quả   |
| ------------------- | ------------- | ------------ | ------------------------------------- | ------------ | ------------- | ------------ | ------------- | ------------ | ------------- | ------------ | --------- | --------- |
| HIEUTHUHAI          | 0 (267)       | 50           | 341 (291)                             | 4            | Đi tiếp (358) | 5            | Đi tiếp (419) | 7            | Đi tiếp (924) | 1            | 1.061.492 | Quán quân |
| Rhyder              | 55 (281)      | 100          | 338 (183)                             | 6            | Đi tiếp (377) | 1            | Đi tiếp (427) | 6            | Đi tiếp (897) | 9            | 875.079   | Á quân    |
| Quang Hùng MasterD  | 0 (267)       | 125          | 337 (212)                             | 7            | Đi tiếp (337) | 14           | Đi tiếp (446) | 3            | Đi tiếp (917) | 3            | 604.759   | Hạng 3    |
| Isaac               | 0 (267)       | 125          | 371 (246)                             | 3            | Đi tiếp (374) | 2            | Đi tiếp (439) | 5            | Đi tiếp (882) | 10           | 517.311   | Hạng 4    |
| Đức Phúc            | 0 (267)       | 50           | 333 (283)                             | 8            | Đi tiếp (347) | 9            | Đi tiếp (443) | 4            | Đi tiếp (913) | 4            | 512.412   | Hạng 5    |
| Erik                | 50 (281)      | 0            | 321 (271)                             | 9            | Đi tiếp (332) | 17           | Đi tiếp (373) | 22           | Đi tiếp (873) | 12           | —         | Top 10    |
| Negav               | 0 (267)       | 125          | 377 (252)                             | 1            | Đi tiếp (334) | 16           | Đi tiếp (410) | 11           | Đi tiếp (881) | 11           | —         | Top 10    |
| Dương Domic         | 55 (281)      | 0            | 219 (164)                             | 26           | Đi tiếp (354) | 7            | Đi tiếp (406) | 14           | Đi tiếp (910) | 5            | —         | Top 10    |
| Anh Tú Atus         | 20 (281)      | 0            | 263 (243)                             | 20           | Đi tiếp (352) | 8            | Đi tiếp (412) | 9            | Đi tiếp (920) | 2            | —         | Top 10    |
| HURRYKNG            | 55 (281)      | 100          | 340 (185)                             | 5            | Đi tiếp (345) | 10           | Đi tiếp (449) | 2            | Đi tiếp (904) | 7            | —         | Top 10    |
| Pháp Kiều           | 0 (267)       | 0            | 271 (271)                             | 15           | Đi tiếp (361) | 4            | Đi tiếp (392) | 18           | Đi tiếp (900) | 8            | —         | Top 16    |
| Anh Tú              | 50 (281)      | 0            | 306 (256)                             | 11           | Đi tiếp (341) | 11           | Đi tiếp (413) | 8            | Đi tiếp (871) | 13           | —         | Top 16    |
| Captain             | 55 (281)      | 100          | 262 (107)                             | 22           | Đi tiếp (336) | 15           | Đi tiếp (401) | 15           | Đi tiếp (866) | 14           | —         | Top 16    |
| Song Luân           | 55 (281)      | 100          | 372 (217)                             | 2            | Đi tiếp (338) | 13           | Đi tiếp (409) | 12           | Đi tiếp (850) | 16           | —         | Top 16    |
| JSOL                | 50 (281)      | 0            | 213 (163)                             | 27           | Đi tiếp (325) | 20           | Đi tiếp (412) | 9            | Đi tiếp (771) | 19           | —         | Top 16    |
| Quân A.P            | 0 (267)       | 0            | 268 (268)                             | 17           | Đi tiếp (362) | 3            | Đi tiếp (408) | 13           | Đi tiếp (908) | 6            | —         | Top 16    |
| WEAN                | 0 (267)       | 0            | 247 (247)                             | 24           | Đi tiếp (341) | 11           | Đi tiếp (451) | 1            | Loại (858)    | 15           |           |           |
| Quang Trung         | 50 (281)      | 0            | 266 (216)                             | 18           | Đi tiếp (331) | 18           | Đi tiếp (382) | 21           | Loại (825)    | 17           |           |           |
| Hùng Huỳnh          | 50 (281)      | 0            | 248 (198)                             | 23           | Đi tiếp (356) | 6            | Đi tiếp (393) | 17           | Loại (814)    | 18           |           |           |
| Ali Hoàng Dương     | 0 (267)       | 0            | 177 (177)                             | 30           | Đi tiếp (295) | 25           | Đi tiếp (331) | 23           | Loại (767)    | 20           |           |           |
| Gin Tuấn Kiệt       | 0 (267)       | 125          | 320 (195)                             | 10           | Đi tiếp (314) | 22           | Loại (395)    | 16           |               |              |           |           |
| Lou Hoàng           | 0 (267)       | 0            | 265 (265)                             | 19           | Đi tiếp (323) | 21           | Loại (389)    | 19           |               |              |           |           |
| Hải Đăng Doo        | 0 (267)       | 0            | 207 (207)                             | 28           | Đi tiếp (331) | 18           | Loại (386)    | 20           |               |              |           |           |
| Vũ Thịnh            | 0 (267)       | 125          | 293 (168)                             | 12           | Đi tiếp (224) | 30           | Loại (248)    | 24           |               |              |           |           |
| Đỗ Phú Quí          | 50 (281)      | 100          | 263 (113)                             | 21           | Loại (302)    | 23           |               |              |               |              |           |           |
| Phạm Anh Duy        | 50 (281)      | 0            | 290 (240)                             | 13           | Loại (298)    | 24           |               |              |               |              |           |           |
| Phạm Đình Thái Ngân | 50 (281)      | 0            | 268 (219)                             | 16           | Loại (293)    | 26           |               |              |               |              |           |           |
| Công Dương          | 0 (267)       | 50           | 246 (196)                             | 25           | Loại (283)    | 27           |               |              |               |              |           |           |
| Tage                | 55 (281)      | 100          | 273 (118)                             | 14           | Loại (270)    | 28           |               |              |               |              |           |           |
| Nicky               | 0 (267)       | 0            | 193 (193)                             | 29           | Loại (270)    | 28           |               |              |               |              |           |           |

- Anh trai giành chiến thắng chung cuộc.
- Anh trai nằm trong top 10 chung cuộc.
- Anh trai nằm trong top 16 chung cuộc.
- Anh trai có số điểm cao nhất vòng trình diễn, hoặc nằm trong nhóm an toàn ở bất kì vòng trình diễn nào.
- Anh trai nằm trong nhóm được công bố kết quả cuối cùng của vòng trình diễn nhưng an toàn nhờ điểm số cá nhân.
- Anh trai nằm trong nhóm nguy hiểm và bị loại vì có điểm số cá nhân thấp nhất.
- Anh trai nằm trong nhóm bị loại nhưng được hồi sinh nhờ bình chọn của các anh trai.
- Anh trai không tham gia vòng thi do bị loại.
- Không có thông tin.

## Đón nhận
Ngay từ thời điểm công bố phát sóng, Anh trai "say hi" đã thu hút sự quan tâm của đông đảo khán giả. Nhiều khán giả bày tỏ sự mong chờ thời điểm công bố các "anh trai" trên fanpage của chương trình.
Một chương trình khác, Anh trai vượt ngàn chông gai có format tương tự và lên sóng cùng thời điểm với chương trình này đã làm cho nhiều khán giả tranh luận. Theo Phụ nữ số, nhiều khán giả cho rằng nhà sản xuất đang chủ động tạo ra một cuộc đối đầu mới trong mùa hè năm 2024, trong khi Tuổi Trẻ cho rằng điều mà khán giả quan tâm nhất ở một chương trình giải trí về âm nhạc phải là "được xem", chứ không phải là "bị xem".
Sau khi công bố toàn bộ nghệ sĩ sẽ tham gia chương trình, Anh trai "say hi" đã ngay lập tức tạo sức hút trên mạng xã hội cũng như trên các diễn đàn. Theo bảng xếp hạng SocialTrend Ranking lĩnh vực Âm nhạc tuần từ ngày 16 đến 24 tháng 4 năm 2024, chương trình đứng vị trí thứ 4 trong top 10 với 36,74 nghìn lượt thảo luận và 765,48 nghìn lượng tương tác trên mạng xã hội. Cùng bảng xếp hạng này, trong tuần từ ngày 30 tháng 4 đến 6 tháng 5, chương trình đứng thứ hai với hơn 72.000 lượt thảo luận. Bên cạnh đó, theo ghi nhận của Kompa, chương trình dẫn đầu bảng xếp hạng chương trình truyền hình thực tế có nhiều lượt tương tác nhất trong tháng 4 với 4,5 triệu lượt thảo luận và tương tác trên mạng xã hội.
Tập đầu tiên lên sóng đã kéo dài hơn ba giờ đồng hồ nhưng chỉ có hai phần trình diễn từ hai liên quân, phần còn lại dành cho các anh trai giới thiệu về bản thân và chia đội. Theo Tiền Phong, một số người xem phàn nàn về việc nhiều nghệ sĩ quen thuộc với khán giả như Anh Tú, Isaac, Song Luân có thời lượng lên sóng quá nhiều, trong khi nhiều nghệ sĩ trẻ chỉ được ghi lại thoáng qua. Bài viết đánh giá rằng phần bố cục chương trình còn khá lộn xộn, hai phần trình diễn của hai liên quân cách nhau ba tiếng khiến khán giả có thể không nhớ hoặc bỏ lỡ phần thể hiện của liên quân 1 khi theo dõi tiết mục của liên quân 2. Toàn bộ tập phát sóng cũng được đánh giá là chưa có điểm cao trào để thu hút chương trình. Tuy vậy, đánh giá của Tuổi Trẻ lại cho rằng tập mở màn đã được biên tập khá tốt, không tạo cảm giác ngán cho khán giả dù thời lượng rất dài. Bài viết trên Lao Động nhận xét chương trình có sự đầu tư và sáng tạo trong khâu lên ý tưởng để tạo những thử thách cho các nghệ sĩ. Sau hơn 1 ngày, tập 1 đạt được hơn 2,2 triệu lượt xem và có mặt tại top 3 trên bảng xếp hạng thịnh hành YouTube, top 15 video được xem nhiều nhất toàn cầu. Chương trình cũng đã thu hút được hơn 130 triệu lượt xem trên các nền tảng mạng xã hội (thông qua VieON, YouTube, TikTok và Facebook). Các từ khóa liên quan đến chương trình cũng trở nên thịnh hành trên các nền tảng mạng xã hội.
Các tập sau đó của chương trình cũng góp mặt trong top thịnh hành trên YouTube không lâu sau khi công chiếu, trong đó tập 2 đạt top 2 với 3,4 triệu lượt xem sau 2 ngày công chiếu; hai tập 3, 4 đã đạt vị trí top 1 thịnh hành với hơn 3 triệu lượt xem trong 24 giờ đầu sau khi công chiếu; và tập 6 có được thành tích tương tự sau 21 giờ. Nhiều video tiết mục của chương trình cũng đã lọt vào top thịnh hành về âm nhạc trên YouTube, trong số đó có tất cả các tiết mục của Live Stage 1, và ba trong bốn tiết mục ở tập 4 ("Catch Me If You Can", "Love Sand" và "Thi sĩ"). Giai điệu của một số bản nhạc như "Catch Me If You Can" cũng đã trở thành trào lưu thịnh hành trên nền tảng TikTok. Bài viết trên báo Tiền Phong cho biết, thông qua chương trình mà hàng loạt nghệ sĩ nổi tiếng được nâng tầm sức hút, những nghệ sĩ trẻ tuổi nhanh chóng trở thành hiện tượng chỉ sau một đêm.
Theo báo Người lao động, việc một chương trình lớn như Anh trai "say hi" sử dụng 100% sáng tác mới là một nước đi táo bạo của nhà sản xuất, vượt xa khuôn khổ của một show âm nhạc thông thường trong bối cảnh trào lưu cover, làm mới các ca khúc cũ đang thịnh hành ở thời điểm cạnh tranh của các chương trình truyền hình về âm nhạc. Bên cạnh đó, chương trình còn tập trung hoàn toàn vào việc phát triển các tài năng trẻ đa năng, sẵn sàng thử sức trong nhiều lĩnh vực khác nhau của âm nhạc. Điều này đã giúp hầu hết các bài hát và tiết mục của chương trình tạo ra xu hướng và liên tục đứng đầu các bảng xếp hạng âm nhạc. Trong đó, tiết mục "Ngáo ngơ" của HIEUTHUHAI, Anh Tú, Erik, Jsol và Orange lập kỷ lục top 1 thịnh hành trên YouTube của cả bảng xếp hạng chung lẫn bảng xếp hạng về âm nhạc, top 1 iTunes Việt Nam, top 16 video có lượt xem cao nhất trong 24 giờ đầu. Chương trình cũng đạt được vị trí top 1 Daily Top Artists trên nền tảng Spotify Việt Nam, và được xem là đã mở ra định hướng cho tương lai của ngành công nghiệp âm nhạc truyền hình thực tế tại Việt Nam nhằm tạo ra những nghệ sĩ trẻ đa tài có khả năng tạo nên các sản phẩm âm nhạc chất lượng quốc tế.
Mặc dù nhận được nhiều đánh giá tích cực, chương trình cũng bộc lộ một vài điểm hạn chế. Theo một bài phân tích trên báo Lao Động, các lỗi mà chương trình mắc phải chủ yếu vào việc phát nhiều quảng cáo, lạm dụng yếu tố hài quá đà và thời lượng dài lê thê. Bài đánh giá của báo Phụ nữ số nhận định, Anh trai "say hi" dù có thể tự hào vì chiếm lĩnh mọi thành tích về mặt âm nhạc trên thị trường, nhưng họ buộc phải đối mặt với thực tế rằng chương trình của họ có tất cả ngoại trừ tình yêu và sự công nhận của công chúng. Bài viết này cho biết, hầu như không có một tập nào của chương trình không xuất hiện tranh cãi – từ việc công bố định dạng giống gần 70% với Anh trai vượt ngàn chông gai, việc truyền thông mang tính "seeding" cho chương trình, đến cách mà nhà sản xuất giải quyết những vấn đề liên quan đến chương trình. Bài báo còn dẫn ra việc một nhóm cộng đồng đã quyết định từ chối duyệt tất cả các bài đăng có nội dung về chương trình vì có quá nhiều người bình luận tiêu cực về chương trình; so sánh đón nhận của khán giả cho chương trình với Anh trai vượt ngàn chông gai; đồng thời bày tỏ đã đến lúc nhà sản xuất cần phải đặt "cherry on top" (nghĩa là, làm cho chương trình trở nên đáng nhớ hơn thay vì sử dụng chiêu trò để câu view).

## Tranh cãi

### Trước chương trình
Thời điểm nhà sản xuất công bố Trấn Thành là MC chính thức của chương trình, nhiều khán giả đã bày tỏ sự lo ngại về việc Trấn Thành sẽ kiêm nhiệm vai trò của giám khảo hay các khách mời như những gì anh đã làm trong một số chương trình trước đây. Một số ý kiến cho rằng Trấn Thành nên tiết chế bộc lộ cảm xúc và hạn chế việc "hát ngẫu hứng" khi làm MC để tránh tạo ra những tranh cãi không đáng có. Ngược lại, nhiều bình luận dự đoán anh sẽ là nhân tố tạo sức hút cho chương trình bằng sự hoạt ngôn và dí dỏm của mình.
MV "The Stars" vừa mới ra mắt đã nhận phải những ý kiến trái chiều. Một bài viết đánh giá trên báo Tiền Phong cho rằng giám đốc âm nhạc JustaTee và chương trình đang gặp phải vấn đề lớn trong việc dung hòa những nghệ sĩ có cá tính khác nhau, pha trộn giữa hát và rap khi nội dung tổng thể của MV tương đối lộn xộn. Phần âm nhạc của chương trình sau đêm Live Stage 1 cũng được cho là chưa đảm bảo về chất lượng, cả về mặt sáng tác lẫn hòa âm phối khí. Theo Đời sống Pháp luật, đội ngũ sản xuất âm nhạc của chương trình hầu hết là những gương mặt mới và chỉ được hình thành trong quá trình thực hiện chương trình, do đó cần nhiều thời gian hơn để giám đốc âm nhạc JustaTee và ê-kíp có thể vận hành trơn tru.

### Nghi vấn đạo nhái
Trước và trong khi tập 2 lên sóng, tiết mục "Sóng vỗ vỡ bờ" của nhóm Anh Tú, Erik, JSOL, Phạm Anh Duy và Dương Domic đã tạo nên những tranh luận khi được cho là có nhiều nét giống với tiết mục "Chú cá voi hóa thân của hòn đảo cô độc" từng được thể hiện tại chương trình Sáng tạo doanh 2021, từ trang phục, tạo hình cho đến vũ đạo, đội hình và cách dàn dựng sân khấu. Các khán giả bênh vực cho rằng các chi tiết quá nhỏ, không đủ để kết luận chương trình đạo nhái ý tưởng. Một tiết mục khác trong tập này của đội Đức Phúc, Công Dương và HIEUTHUHAI với tên "Nỗi đau ngây dại" cũng bị nhiều khán giả chỉ ra là có những động tác vũ đạo tương tự với sân khấu "Shangri-La" do nhóm nhạc The Boyz thể hiện trong Road to Kingdom. Theo VOH, những tranh cãi đạo nhái này được cho là có liên quan đến ý tưởng và khả năng dàn dựng của biên đạo nhảy Lan Nhi.
Đến tập 3, luật đấu giá của chương trình tiếp tục bị cho là lấy format từ chương trình Call Me by Fire (phiên bản gốc của Anh trai vượt ngàn chông gai). Một số khán giả không đồng tình với nghi vấn này cho rằng luật chơi được tạo ra vừa nhằm phù hợp với tiêu chí, vừa khai thác một cách tối đa tính giải trí và hấp dẫn của một chương trình thực tế, mà trong đó luật đấu giá cũng là một cách thu hút người xem, nên nghi vấn "đạo nhái" này chưa đủ cơ sở để kết luận. Ngoài ra, lightstick độc quyền của chương trình cũng bị cho là đạo nhái ý tưởng lightstick của nhóm nhạc Seventeen.
Tiết mục "Ngạo nghễ" do nhóm Anh Tú Atus, Rhyder, HURRYKNG và Isaac trình diễn tại đêm chung kết đã bị đặt nghi vấn về việc giai điệu và vũ đạo giống với ca khúc "This That" của PSY và Suga. Ngoài ra, phần tiền điệp khúc (pre chorus) của bài được cho là khá giống "Bang Bang Bang" của Big Bang và phần cuối bài gợi nhớ đến "Idol" của BTS; lời bài hát cũng bị chỉ trích là sáo rỗng, nhảm nhí. Mặc dù Isaac giải thích rằng ca khúc "Ngạo nghễ" mang tính chất hài hước, song nhiều ý kiến cho rằng không thể lấy lý do "hài hước" để bao biện cho một sản phẩm thiếu sự đầu tư, chỉn chu về nội dung, nhất là khi bài hát có quá nhiều điểm dính cáo buộc sao chép.

### Liên quan đến kết quả bình chọn
Sau đêm Live Stage đầu tiên, giành hạng nhất là nhóm của Song Luân với tiết mục "No far, no star", tiếp theo là các nhóm "Don't care", "Nỗi đau ngây dại", "Hút", "Sóng vỗ vỡ bờ" và "10/10". Nhiều ý kiến cho rằng đội của Song Luân chưa xứng đáng đứng hạng nhất khi đêm công diễn có nhiều sân khấu nổi bật hơn, trong khi đội "10/10" dù được khen về khả năng trình diễn nhưng lại đứng cuối. Nhiều khán giả cũng bày tỏ sự hụt hẫng cho "Sóng vỗ vỡ bờ", đội chỉ xếp hạng 4 chung cuộc của đêm diễn mặc dù sở hữu nhiều thành viên có giọng hát nội lực.
Sang đêm Live Stage 2, kết quả bình chọn của khán giả trường quay tiếp tục là chủ đề gây tranh cãi với người xem truyền hình. Ở lượt thi đầu tiên, tiết mục có điểm số cao nhất là "Love Sand", trong khi "Hào quang" dẫn đầu bảng xếp hạng ở lượt thi thứ hai; đội của HIEUTHUHAI đạt điểm số cao nhất và tất cả các thành viên đều an toàn. Nhiều khán giả không hài lòng với kết quả này và cho rằng, tiết mục "Catch Me If You Can" – đạt được hơn 3 triệu lượt xem và đứng top 1 bảng xếp hạng thịnh hành về âm nhạc trên YouTube – hay hơn "Love Sand" rất nhiều và lẽ ra không phải là tiết mục xếp cuối của lượt đầu tiên. Chưa dừng lại ở đó, trong nhóm của Negav, chỉ có Quang Hùng MasterD an toàn, còn hai thành viên còn lại của đội là Công Dương và Nicky đều bị loại, càng khiến khán giả tranh cãi nhiều hơn; đặc biệt là Công Dương – người có phần thể hiện được đánh giá cao trong tiết mục này. Một bộ phân người xem cũng cho rằng chương trình đang ưu ái cho HIEUTHUHAI, bởi ngoài những phần vũ đạo nóng bỏng với vũ công nữ và quy tụ những nghệ sĩ có ngoại hình đẹp thì "Love Sand" chưa có gì thực sự ấn tượng để thuyết phục khán giả. Một số nghệ sĩ khác bị loại trong đêm thi này khiến khán giả tiếc nuối là Tage – người khiến đội trưởng Song Luân cảm thấy "sốc" khi bị loại, và Phạm Anh Duy – người được đánh giá là giọng ca có kỹ thuật tốt bậc nhất trong chương trình.
Luật chơi của chương trình cho biết kết quả cuối cùng sau mỗi đêm thi phụ thuộc hoàn toàn vào khán giả tại trường quay. Theo Lao Động, vì không có tiêu chí rõ ràng mà dựa hoàn toàn vào người xem trực tiếp nên các tiết mục dường như đều được đánh giá theo cảm tính của họ; điều này vô tình khiến kết quả thiên lệch về các nghệ sĩ có nhiều fan như Isaac, Song Luân hay HIEUTHUHAI. Khán giả cũng đặt câu hỏi về chuyên môn và tiêu chí đánh giá của những người xem trực tiếp, những người có xu hướng ủng hộ những nghệ sĩ có danh tiếng và quen mặt với công chúng. Theo Đời sống & Pháp luật, từ những gì diễn ra ở Live Stage 1, chương trình không hề có một hội đồng chuyên môn nào để đánh giá, Trước đó, tại buổi họp báo công bố sản xuất chương trình, trước những thắc mắc về tính công bằng và chuyên môn của khán giả bình chọn tại trường quay, khác với thông tin mà nhà sản xuất đưa ra trong bucho biết sẽ có hội đồng chuyên môn tham gia vào quá trình bình chọn để cân bằng với lượt bình chọn của khán giả đại chúng.  khác với Chị đẹp đạp gió rẽ sóng - nơi 357 khán giả nữ đã có lúc gây tranh cãi về bình chọn của mình, nhưng ít nhất vẫn có hội đồng chuyên môn để có thể đưa ra nhận xét chuyên môn cho các tiết mục.
Sau đêm trao giải, Đức Phúc và Isaac là hai nhân vật gây tranh cãi nhiều nhất trong số năm nghệ sĩ góp mặt trong đội hình chiến thắng; cả hai đều bị đánh giá là không quá nổi trội, bứt phá trong suốt chương trình. Nhiều khán giả cũng tỏ ra không hài lòng khi một số nghệ sĩ nổi bật như Anh Tú Atus hay Dương Domic không có tên trong top 5 chung cuộc. Tuy nhiên, các ý kiến bênh vực cho rằng Isaac và Đức Phúc có lượng người hâm mộ đông đảo, và việc họ lọt vào top 5 theo đúng quy định của chương trình là xác đáng; ngay cả Isaac cũng không hề kêu gọi người hâm mộ bình chọn cho mình.

### Sử dụng bản đồ thiếu quần đảo Hoàng Sa, Trường Sa
Chiều ngày 3 tháng 7, một đoạn video cắt ra từ tập 2 của chương trình đã tạo nên làn sóng chỉ trích từ khán giả. Trong một phân cảnh ngắn, chương trình sử dụng hình ảnh phác họa bản đồ Việt Nam nhằm đánh dấu Thành phố Hồ Chí Minh (nơi các thành viên hội ngộ) nhưng không có hai quần đảo Hoàng Sa và Trường Sa. Mặc dù sau đó đã được cắt bỏ khỏi bản phát sóng trên YouTube, hình ảnh này vẫn được nhiều người xem lan truyền trên mạng xã hội và bày tỏ sự phẫn nộ; nhiều ý kiến tỏ ra lo ngại cho sự cẩn trọng của nhà sản xuất trước vấn đề liên quan đến chủ quyền quốc gia. Vào tối cùng ngày, Đài Truyền hình Thành phố Hồ Chí Minh đã có phản hồi chính thức rằng đây là sự việc gây hiểu lầm. Theo giải thích của đơn vị sản xuất, hình ảnh quả địa cầu trong đoạn phim "chỉ mang tính biểu tượng nhằm thể hiện ý tưởng của đội ngũ sản xuất"; "đoạn hình thể hiện quả cầu xoay với mây che phủ diễn ra rất nhanh", "ở tỷ lệ rất nhỏ" và "không thể hiện đầy đủ thuộc tính của bản đồ".

### So sánh lượt xem vớiAnh trai vượt ngàn chông gai
Cùng thời điểm phát sóng tập 3 của chương trình, tập 1 của chương trình Anh trai vượt ngàn chông gai cũng được lên sóng. Tại thời điểm công chiếu trên YouTube, hai chương trình có sự chênh lệch tương đối lớn về người xem: ở cùng một thời điểm, Anh trai vượt ngàn chông gai có lượng người xem cùng lúc hơn 34 nghìn người, trong khi lượng người xem cùng lúc của Anh trai "say hi" gấp gần 10 lần (hơn 234 nghìn người). Số liệu này khiến khán giả tranh cãi trên các diễn đàn, kết luận Anh trai "say hi" đang chiếm ưu thế vì đã phát sóng trước hai tập. Tuy nhiên, nhiều ý kiến khác cho rằng số liệu trên YouTube không phải thứ để đánh giá chất lượng của các chương trình.
Cho đến sau khi năm tập của từng chương trình đã lên sóng, Anh trai vượt ngàn chông gai có tổng số lượt xem trên YouTube là 24,9 triệu, còn Anh trai "say hi" tỏ ra trội hơn với 36,1 triệu lượt tất cả, theo một bài viết trên Lao Động. Nhiều khán giả trên các diễn đàn cho biết sự chênh lệch này đến từ nhu cầu và thói quen xem chương trình của những đối tượng khác nhau. Trong khi Anh trai "say hi" được giới trẻ trong độ tuổi gen Z – những người có xu hướng thường xuyên xem trên YouTube – ưa chuộng với những mảng miếng hài hước và đầy tính giải trí, thì các khán giả của Anh trai vượt ngàn chông gai lớn tuổi hơn sẽ ưu tiên theo dõi qua truyền hình với phiên bản ngắn gọn tập trung vào các phần biểu diễn, so với bản chiếu mạng có thêm phần hậu trường của các nghệ sĩ. Một bài viết khác trên Znews chỉ ra rằng, thuật toán đề xuất và phân phối nội dung của YouTube cũng đóng góp đáng kể vào sự chênh lệch, trong đó Anh trai "say hi" được công chiếu trên các kênh có lượng đăng ký lớn gấp nhiều lần so với đối thủ (kênh nhiều nhất có đến 10,9 triệu người đăng ký).

### Phần trình diễn bị cho là phản cảm, gợi dục
Tiết mục "Love sand" do HIEUTHUHAI, Ali Hoàng Dương, Vũ Thịnh và Jsol thể hiện trong tập 4 (đêm đầu tiên của Live Stage 2) vấp phải tranh cãi của khán giả vì chứa nhiều nội dung nhạy cảm, 18+ như trong ca từ bài hát, phần dàn dựng sân khấu, hay trang phục của các vũ công nữ và các phần thể hiện vũ đạo trong tiết mục. Những tiết mục khác trong tập này như "Hít Drama" và "Catch me if you can" cũng có những động tác vũ đạo được cho là nhạy cảm.
Theo Socialite (công ty chuyên cung cấp giải pháp nghiên cứu dữ liệu trực tuyến ở Thành phố Hồ Chí Minh), các từ khóa nổi bật liên quan đến chương trình bao gồm "đẹp trai" và "khoe thân". Trong khi đó, bài đăng của một tài khoản đăng tải lên nhóm bàn luận hơn 700 nghìn thành viên trên Facebook cho rằng chương trình đưa những hình ảnh người lớn, gợi dục để thu hút người xem. Người xem cho biết các hình ảnh nhạy cảm này được đăng trên nền tảng YouTube với đối tượng tiếp cận không thể kiểm soát. Nhiều ý kiến cho rằng chương trình đáng lẽ nên dán nhãn để cảnh báo người xem khi theo dõi những tiết mục này.

### Myra Trần bị cắt sóng khỏi chương trình
Tập 6 của chương trình lên sóng vào ngày 27 tháng 7 với sự xuất hiện của bốn khách mời nữ Bảo Anh, Orange, Vũ Thảo My và LyLy, những người sẽ kết hợp cùng sáu nhóm anh trai cho vòng Live Stage 3. Tuy nhiên, hai khách mời còn lại – Myra Trần và Tlinh – đã không có mặt trong tập này mặc dù những phân cảnh của họ tại trường quay đã được chương trình tiết lộ ở cuối tập thứ năm. Trong số đó, sự vắng mặt của Myra Trần đáng chú ý hơn cả khi tất cả những hình ảnh và đoạn clip giới thiệu cô trong vai trò khách mời của tập này đều đã bị gỡ bỏ hoàn toàn, thậm chí cũng không được nhắc đến trong tập phát sóng. Theo VOH, nhiều khán giả cho rằng động thái này của nhà sản xuất bắt nguồn từ những vấn đề đời tư gần đây của nữ ca sĩ. Với trường hợp của Tlinh, việc cô chỉ xuất hiện qua video đã dẫn đến những đồn đoán chương trình phải ghi hình lại các cảnh quay có Myra Trần, và phía Tlinh có thể đã không sắp xếp được lịch trình để kịp có mặt cho lần ghi hình này.
Ngoài ra, theo những thông tin được lan truyền trên mạng xã hội, Myra Trần sẽ kết hợp với nhóm của Quân A.P cho phần trình diễn. Nhưng với việc cô không còn xuất hiện tại chương trình, nhà sản xuất đã phải tìm một nữ khách mời khác để thay thế, người sau đó được xác nhận là Lâm Bảo Ngọc. Tiết mục của đội Quân A.P khi lên sóng trong tập 7 cũng để lại những dấu hiệu của việc đã được ghi hình lại, trong đó một đoạn ngắn phân tích video cho thấy khẩu hình của Trấn Thành không khớp với âm thanh khi giới thiệu khách mời.

### Khách mời bị che mờ mặt
Tại tiết mục "I'm thinking about you" do đội Rhyder, Wean, Đức Phúc và Hùng Huỳnh biểu diễn ở tập 8, ngoài ca sĩ khách mời Tlinh, hai Tiktoker Xuân Ca và Hoa Xù cũng xuất hiện ở cuối tiết mục trong vai trò trợ diễn. Tuy vậy, khi đến phần giao lưu với MC Trấn Thành, dù xuất hiện chung với toàn đội nhưng cả hai đều không có cảnh phát biểu; Xuân Ca thậm chí bị che mờ mặt và chỉ xuất hiện trong các cảnh quay rộng, còn Hoa Xù thì không. Điều này khiến nhiều khán giả suy đoán rằng chương trình đã cắt bỏ các đoạn giao lưu với hai khách mời nữ, và việc hình ảnh của Xuân Ca bị làm mờ được cho là có liên quan đến những lùm xùm đời tư của cô từ trước. Trước đó, khi có thông tin Xuân Ca và Hoa Xù sẽ góp mặt trong tiết mục của đội Rhyder, một số khán giả đã tuyên bố sẽ bỏ xem nếu để hai người này trình diễn.

### Thông tin sai lệch về ca khúc của Hoàng Dũng
Sau khi tập 8 lên sóng với kết quả đội Anh Tú có số điểm thấp nhất Live Stage 3 khiến hai thành viên trong đội bị loại, cộng đồng mạng đã lan truyền thông tin cho rằng ca sĩ Hoàng Dũng yêu cầu đội Anh Tú giữ nguyên 60% bản gốc của ca khúc "Người tình của nắng" được thể hiện trong đêm trình diễn. Nhiều khán giả cũng cho rằng dựa trên thông tin từ chương trình cũng như của đội trưởng Anh Tú, phía Hoàng Dũng đã gửi demo trễ, mất đến 10 ngày mới nhận được bản nhạc khiến tiến độ chung của cả đội bị ảnh hưởng. Tối ngày 11 tháng 8 năm 2024, công ty quản lý của Hoàng Dũng đã chính thức lên tiếng đây là thông tin sai lệch, ảnh hưởng đến hình ảnh, uy tín của anh. Đại diện của Hoàng Dũng cho biết, họ đã cho phép chỉnh sửa theo ý tưởng của đội mà không làm thay đổi thông điệp chính của bài hát gốc; hơn nữa, công ty không biết được việc tác phẩm sẽ có khả năng bị chỉnh sửa cũng như mức độ chỉnh sửa như thế nào, nên họ không thể tự đưa ra một con số định lượng như thông tin đang bị lan truyền trên mạng xã hội. Một ngày sau đó, Anh Tú đã gửi lời xin lỗi và làm rõ các thông tin sai lệch liên quan đến Hoàng Dũng.

### Lộ âm thanh các ca khúc khi chưa lên sóng
Ngay trong đêm 17 tháng 8, ngày phát sóng tập 9 của chương trình, nhiều người dùng TikTok bất ngờ phát hiện các bản thu âm kèm tên của các thành viên vừa lập đội đã được đăng tải trên nền tảng này; đây được cho là các ca khúc sẽ trình diễn ở tập 10 vào ngày kế tiếp. Nhận định này càng trở nên có cơ sở khi một bài hát trong số này là "Bao lời con chưa nói" của đội Anh Tú Atus trùng hợp với thông tin được chương trình tiết lộ rằng "sẽ có 1 bài hát về Mẹ, cất tiếng vào đúng Lễ Vu Lan". Nhiều khán giả tỏ ra bất bình và thắc mắc liệu đây có phải là chiêu trò thu hút truyền thông từ nhà sản xuất.

### Tranh cãi xoay quanh các đêm concert
Trước giờ diễn ra đêm concert đầu tiên vào ngày 28 tháng 9, một tấm poster khổ lớn đặt tại địa điểm diễn ra concert bị phát hiện thiếu hình ảnh của Công Dương, một trong 30 anh trai tham gia chương trình. Dù ban tổ chức đã khắc phục bằng cách in thêm hình của Công Dương và dán vào góc poster, cách giải quyết này vẫn bị chỉ trích là thiếu chuyên nghiệp. Thêm vào đó, cách sắp xếp vị trí trên tấm poster cũng gây tranh cãi khi Đức Phúc chỉ đạt top 5 nhưng được để ở vị trí trung tâm, trong khi Quang Hùng MasterD đạt top 3 lại bị đưa ra sát rìa.
Nhiều ý kiến bày tỏ sự không hài lòng với lối dẫn có phần nhạt nhòa và thiếu kết nối của Võ Tấn Phát và Bùi Linh Chi, hai MC chính dẫn dắt phần thảm đỏ của concert này. Bùi Linh Chi bị đánh giá là chưa đủ duyên dáng, tự nhiên trong việc dẫn dắt, trong khi Võ Tấn Phát gây khó chịu vì quá ồn ào, thậm chí nói như la hét ầm ĩ cùng những hành động bị cho là "kém duyên" như tranh micro của Anh Tú Atus khi đang nói, giả vờ ngất trên sân khấu để gây chú ý khi chúc mừng sinh nhật HIEUTHUHAI. Trong bài đăng trên trang cá nhân sau concert, Võ Tấn Phát giải thích rằng hệ thống âm thanh của phần thảm đỏ chỉ có bộ phận đầu vào chứ không có bộ phận khuếch tán đầu ra để tránh ảnh hưởng đến việc điều tiết các bộ phận khác, đồng thời chia sẻ cả hai "đã cố gắng nâng tone giọng lên tối đa để giữ nhịp và tiết tấu tại hiện trường cũng như mong muốn các anh trai có phần giao lưu thoải mái nhất trước thềm biểu diễn dù biết khi theo dõi qua livestream sẽ khó tránh phần 'chua chát'. Phát thay mặt 2 anh em gửi lời xin lỗi vì đã làm phiền đến những khán giả chưa hài lòng phần thảm đỏ của chúng tôi".
Lời nhắn của Negav gửi đến mẹ trong lúc giao lưu với khán giả tại đêm concert rằng "Mẹ thấy chưa, mẹ thấy đúng khi cho con nghỉ học chưa?" đã tạo nên làn sóng tranh cãi kịch liệt trên mạng xã hội; nhiều người cho rằng anh đang cổ xúy cho việc nghỉ học và có thể gây nên tác động không tốt với các khán giả trẻ. Ngay sau khi concert kết thúc, Negav đã gửi lời xin lỗi đến khán giả, thừa nhận bản thân đã phát ngôn thiếu kiểm soát, sai ngữ cảnh dẫn đến những hiểu lầm không đáng có. "Đây là lời chia sẻ thân tình, thật lòng tôi gửi đến mẹ, theo cách tôi hay nói chuyện với mẹ, hoàn toàn không cổ xúy các bạn bỏ học giống tôi và lấy đó làm tự hào", anh cho biết. Cả mẹ và anh trai của Negav cũng đã lên tiếng về sự việc lần này và mong khán giả thông cảm, tha thứ cho anh. Tuy nhiên, ngay khi tranh cãi về phát ngôn chưa lắng xuống thì Negav đã vướng vào một ồn ào khác, với những bài đăng được cho là thô tục của Negav trong một hội nhóm đã bị cư dân mạng phát hiện. Theo Sài Gòn Giải Phóng, những bài viết này do tài khoản của anh đăng từ năm 2020, nội dung đa phần là không trong sáng, thậm chí phản cảm; các bài viết này đã bị xóa đi sau đó nhưng nhanh chóng được cư dân mạng chụp lại và chia sẻ trên mạng xã hội. Chính những bài viết này mà theo tác giả bài viết, khiến anh vừa mới có cơ hội vụt sáng với hình ảnh trong sáng, hài hước từ chương trình đứng trước nguy cơ "sụp đổ hình tượng".
Nhiều khán giả sau khi xem concert đã đăng bài viết bức xúc rằng Captain bị phân biệt đối xử tại concert. Cụ thể, dù anh góp mặt trong top 16 anh trai xuất sắc nhất nhưng là người trình diễn ít tiết mục nhất trong đêm concert; thời lượng xuất hiện của anh tại concert rất ít do quay phim chỉ tập trung ghi hình khán giả khi anh đang hát, thậm chí fanpage cũng không đăng tải hình ảnh của anh trên thảm đỏ. Nhiều khán giả cho rằng nhà sản xuất đang quá bất công với Captain, thậm chí có ý kiến nhận định đây là cách để cô lập và ngăn chặn mức độ phủ sóng của anh. Tương tự, trong danh sách ca khúc được biểu diễn tại đêm concert này, sự chênh lệch rõ rệt giữa số lượng bài các "anh trai" được biểu diễn cũng gây tranh cãi. Nhiều người bày tỏ sự khó hiểu với tiêu chí chọn danh sách bài hát của ban tổ chức; theo Lao Động, không có quy luật nào trong việc chọn những tiết mục nổi bật để mang đến trong đêm diễn chung của 30 nghệ sĩ.
Bên cạnh đó, khâu tổ chức concert đầu tiên có một số vấn đề, bao gồm việc không có mái che ngoài trời cho khu vực đứng trong điều kiện thời tiết nắng nóng, khu dịch vụ ăn uống đặt khá xa (đặc biệt là với những người mua vé ở khu vực A), nhà vệ sinh luôn bị quá tải, thiếu thùng rác tại các khu vực xem concert, chất lượng âm thanh, việc cameraman quay nhầm anh trai trên sân khấu, và những vấn đề về quyền lợi fansign cũng như chụp hình nhóm với nghệ sĩ khiến ban tổ chức phải lên tiếng xin lỗi. Nhiều khán giả mong muốn ban tổ chức khắc phục những vấn đề này trong những đêm concert tiếp theo.

### Tranh cãi khác
Một trong những trò chơi trong tập 9 nhằm quyết định quyền ưu tiên chọn bài hát của các đội là tranh bóng bằng miệng đã nhận về nhiều ý kiến trái chiều trên mạng xã hội, xoay quanh việc các anh trai thường xuyên gặp sự cố môi chạm môi.
Luật chơi tại vòng Live Stage 4 trở thành đề tài tranh luận của nhiều khán giả với phần loại người được cho là khắc nghiệt. Theo kết quả từ đêm thi thứ tư, chín người nằm trong nhóm nguy hiểm bao gồm Rhyder, Erik, Captain, Wean, Song Luân, Quang Trung, Hùng Huỳnh, JSOL và Ali Hoàng Dương, lần lượt xếp các vị trí 12 đến 20; dựa trên thứ hạng, Rhyder, Erik và Captain là những người được đi tiếp. Tuy nhiên, đội hạng nhất HURRYKNG lại được trao quyền cứu một trong số chín người này (không được biết điểm số cá nhân của từng người) và họ đã chọn JSOL – người xếp hạng thứ 19 của vòng thi, đẩy Captain từ chỗ an toàn trở thành người bị loại. Điều đó có nghĩa, dù cho đội HURRYKNG có chọn bất kỳ ai trong chín người, thì sẽ luôn có ít nhất sáu anh trai phải dừng cuộc chơi. Mặc dù sau đó Captain đã được cứu bằng phiếu bầu của các anh trai, nhưng trước kết quả này, nhiều khán giả nhận định luật chơi đã quá tàn nhẫn và bất công với Captain. Thêm vào đó, việc bổ sung phần bình chọn nhằm tìm ra hai người cuối cùng bước vào đêm chung kết khiến cho luật chơi vốn đã "mập mờ, không rõ ràng" càng trở nên dông dài và "lòng vòng" hơn.
Vào ngày 1 tháng 9 năm 2024, NSND Tự Long – một thành viên tham gia chương trình Anh trai vượt ngàn chông gai – đã có một bài đăng đáp trả việc một bộ phận khán giả của chương trình đã có những bình luận khiếm nhã với nội dung xúc phạm đến anh và một số "anh tài" tham gia chương trình Anh trai vượt ngàn chông gai, sau khi anh đăng tải bài viết trên trang cá nhân mong muốn khán giả ủng hộ cả hai chương trình Anh trai vượt ngàn chông gai và Anh trai "say hi".